# Найбільші членистоногі
Найбільші членистоногі — це список усіх сучасних членистоногих, що мешкали і мешкають на Землі в голоцені, які мають максимальні значення у своїх рядах за такими параметрами, як довжина, маса тіла, розмах крил тощо

## Чинники, що обмежують розміри членистоногих
Хітиновий екзоскелет членистоногих не лише підвищує механічну міцність, але і є своєрідною бронею, що захищає внутрішні органи від ушкоджень. Проте, подібна конструкція тіла обмежена певними розмірами, оскільки зі збільшенням розмірів тіла пропорційно зростає і його маса. Отже, великим членистоногим доводиться витрачати значно більше енергії для підтримки маси власного тіла і на його переміщення, ніж дрібним.
У міру збільшення розмірів відбувається зниження співвідношення площі поверхні до об'єму. Розміри екзоскелету безпосередньо залежать від площі поверхні, а маса членистоногих залежить від об'єму. Членистоноге розміром зі слона було б нездатне підтримувати свою власну масу, або ж їх екзоскелети мали б бути настільки масивними, що тварини не змогли б пересуватися. Друге важливе обмеження розмірів членистоногих пов'язано з будовою дихальної системи і механізмом дихання, який здійснюється шляхом дифузії кисню трахеями. Також при наявній відкритій кровоносній системі і відсутності розгалуженої системи органів, що несуть кров, ця система здатна адекватно забезпечувати постачання поживних речовин і видалення продуктів обміну тільки з невеликих за розміром органів, що мають відносно велику поверхню, через яку може легко відбуватися дифузія. Зі збільшенням розмірів можливості такої дифузії знижуються.
Таким чином, обмеження максимальних розмірів членистоногих пов'язані не лише з екзоскелетом, а з будовою і особливостями функціонування дихальної системи і системи кровообігу. Більше певного розміру ці системи органів не здатні працювати ефективно.

## Ракоподібні
Видатним представником класу ракоподібних і усіх членистоногих є японський краб-павук (Macrocheira kaempferi). Великі особини досягають 45 см довжини карапакса і 3 м в розмаху першої пари ніг.
Окремі особини американського омара (Homarus americanus) можуть досягати довжини понад 90 см і маси до 20-22 кг. Найбільший екземпляр цього виду, спійманий біля узбережжя Нової Шотландії досягав довжини 107 см при масі 20,1 кг.
Пальмовий злодій — вид десятиногих раків з надродини раків-самітників є одним з найкрупніших наземних членистоногих: довжина тіла може досягати 40 см, маса — 4 кг, а розмах першої пари ніг до 1 м.
Найбільшим серед прісноводних десятиногих раків є Astacopsis gouldi, ендемік Тасманії з масою в середньому 2-3 кг.

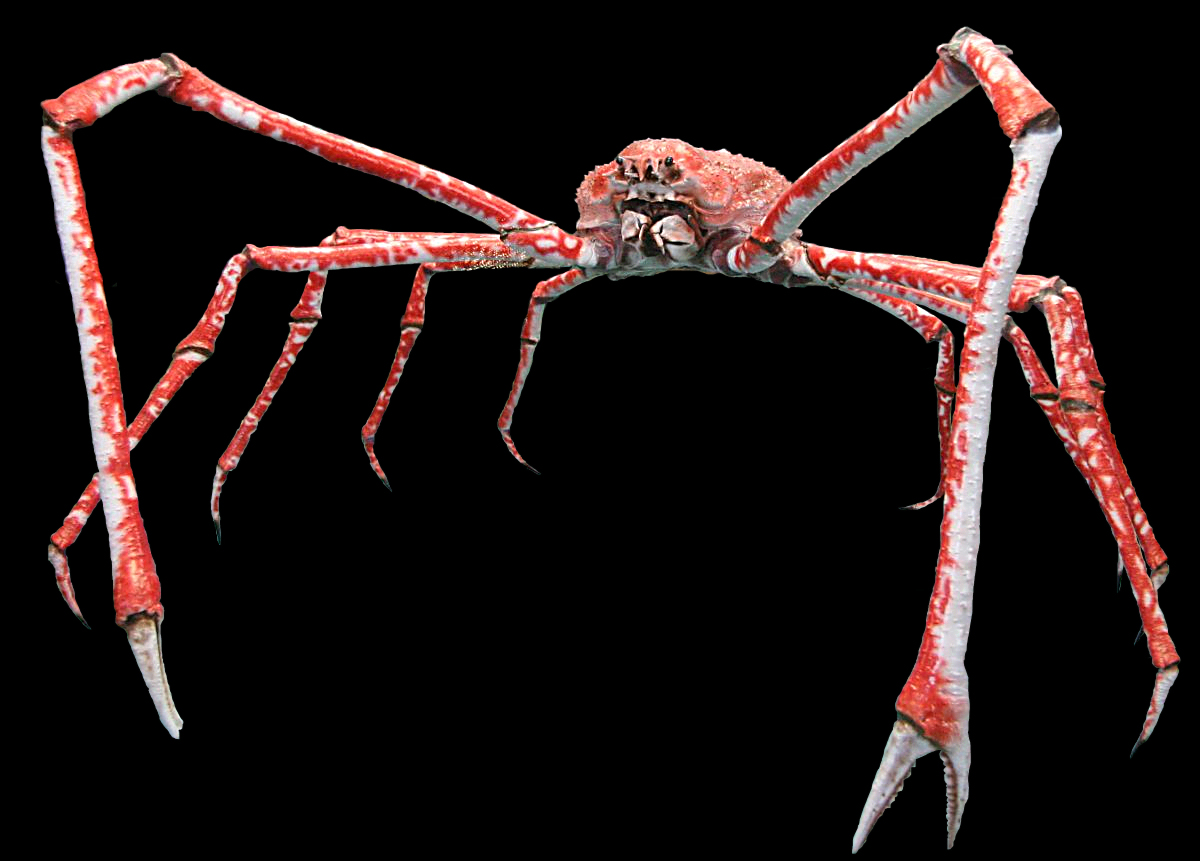
Японський краб-павук — 45 см довжини карапаксу і 3 м розмах першої пари ніг
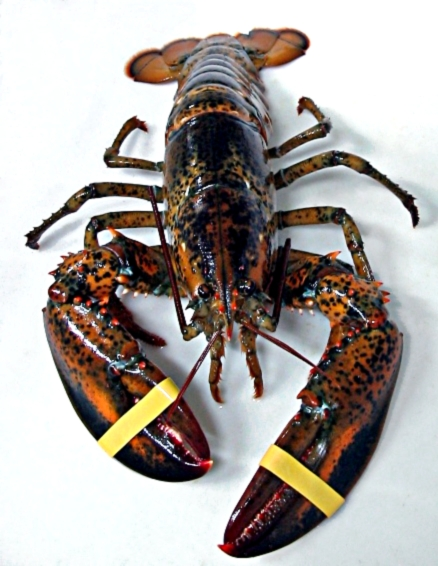
Американський омар
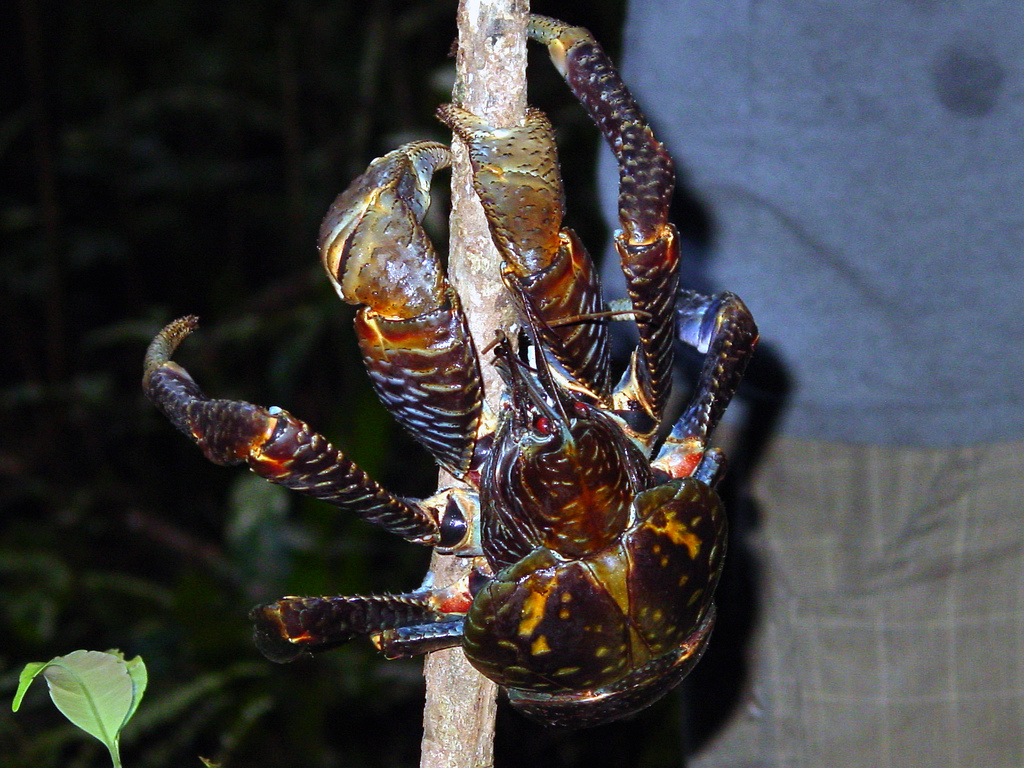
Пальмовий злодій
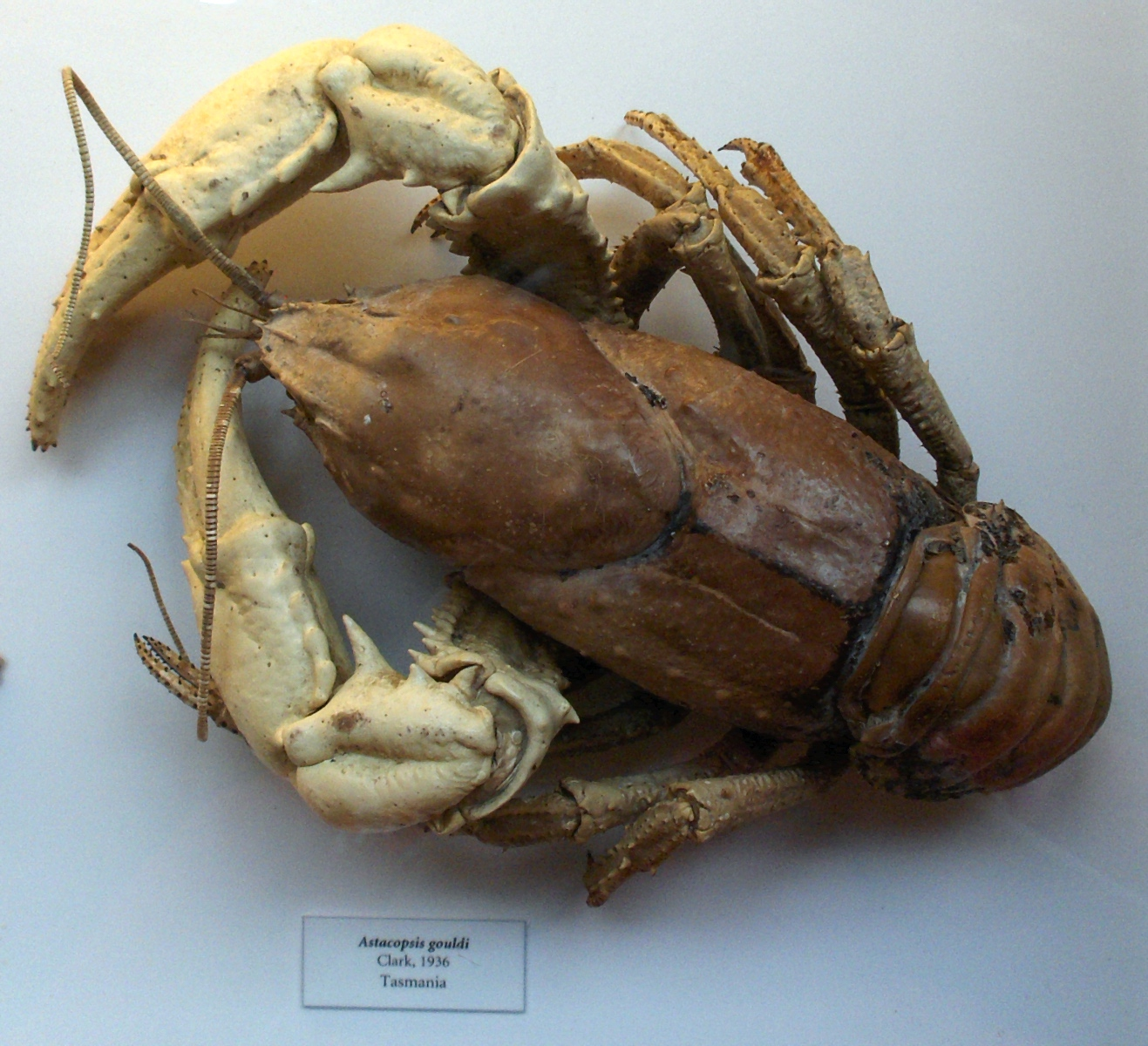
Astacopsis gouldi

## Хеліцерові

### Мечохвости
Сучасні мечохвости можуть досягати 60 см у довжину, що значно перевищує найбільші розміри другої групи сучасних хеліцерових — павукоподібних.

### Павуки
Найбільшим павуком вважається птахоїд-голіаф (Theraphosa blondi). Найкрупнішого представника цього виду було знайдено у Венесуелі в квітні 1965 року членами експедиції Пабло Сан-Мартіна поблизу Ріо-Кавро, розмах його лап досягав 28 см. Розміри тільця самки досягають 90 мм, а самця — 85 мм. Маса до 170 г.
У 2001 році в Лаосі було описано павука Heteropoda maxima, що перевершував птахоїда-голіафа за розмахом кінцівок (до 30 см), але помітно поступався йому за розмірами тільця.

### Скорпіони
Найбільшими у світі скорпіонами є Pandinus imperator, що мешкає у Західній Африці, довжина якого може досягати 180 мм і індо-малайський скорпіон Heterometrus swammerdami, часом виростають понад 180 мм.

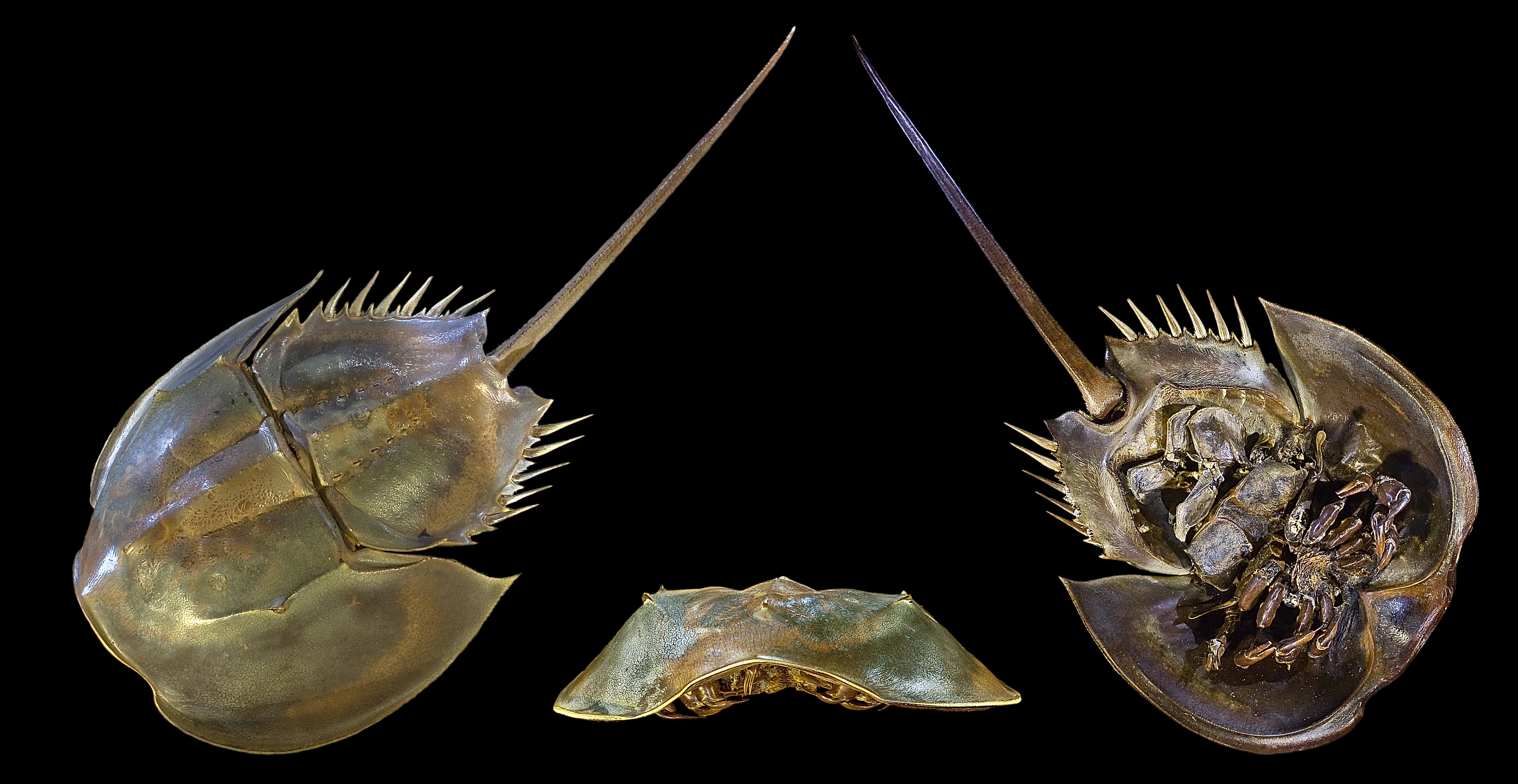
Мечохвіст — вид зверху і знизу
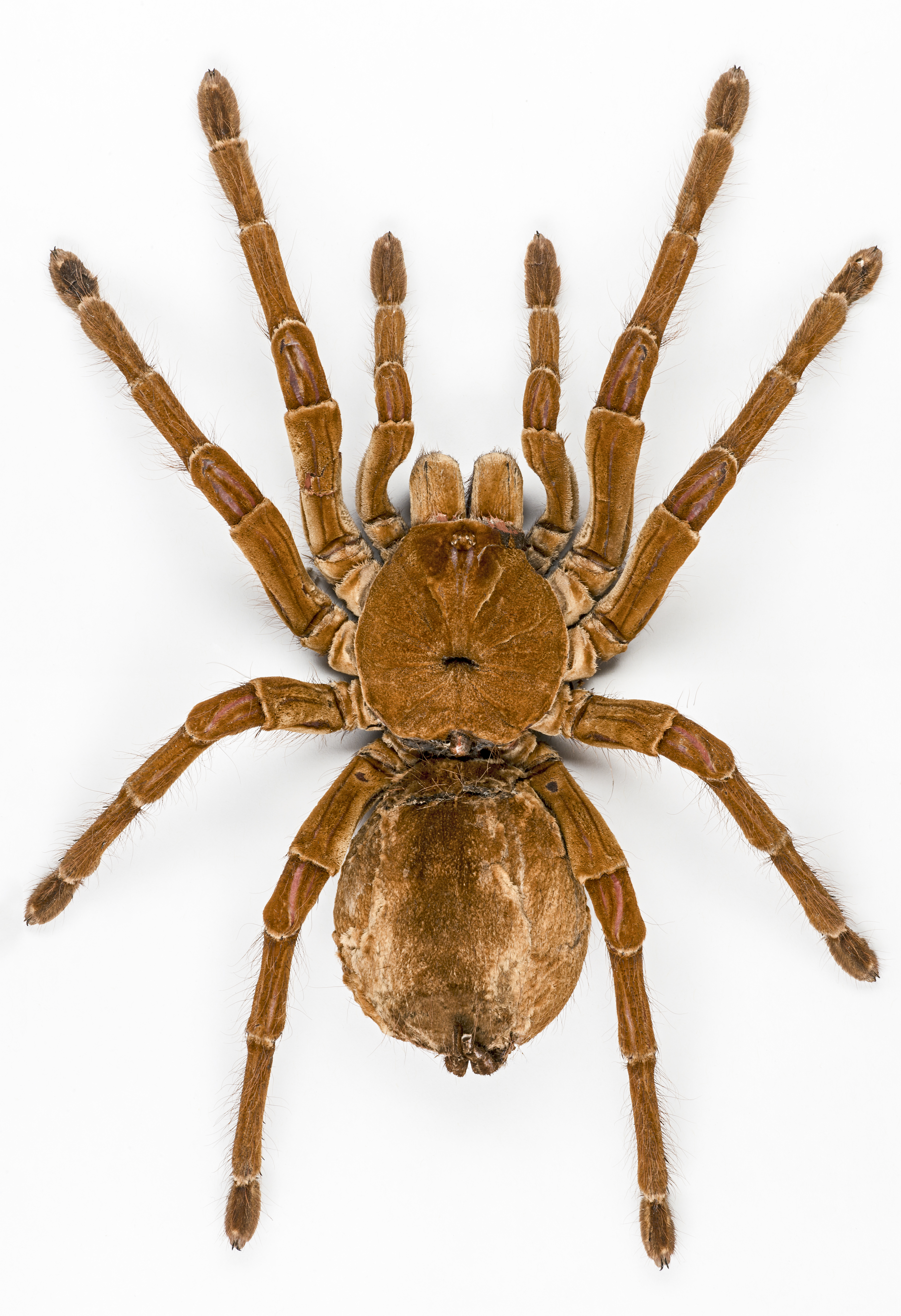
Птахоїд-голіаф
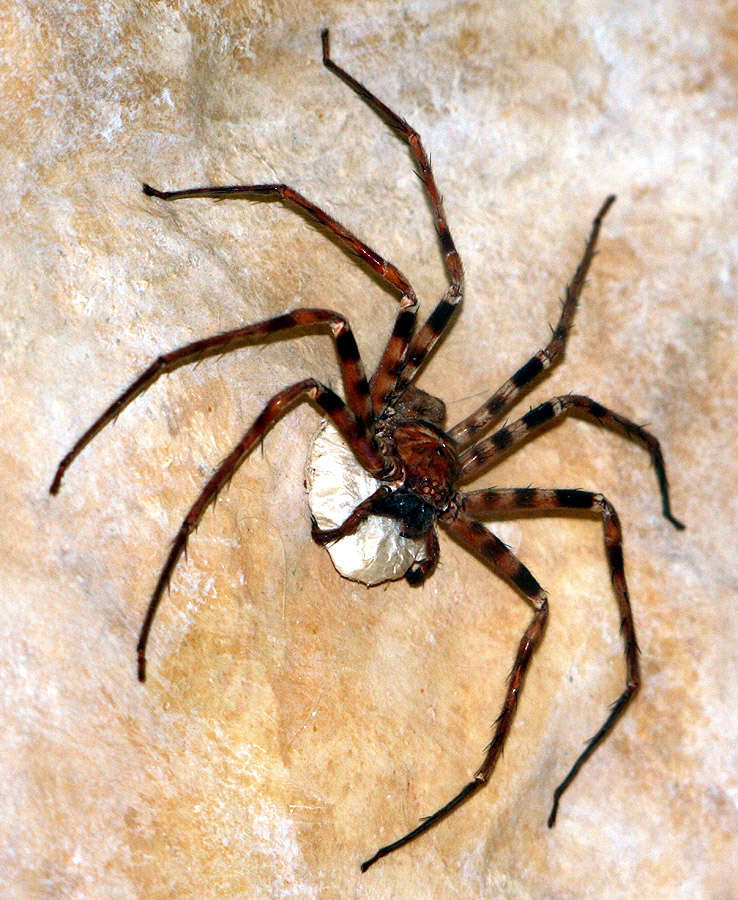
Heteropoda maxima
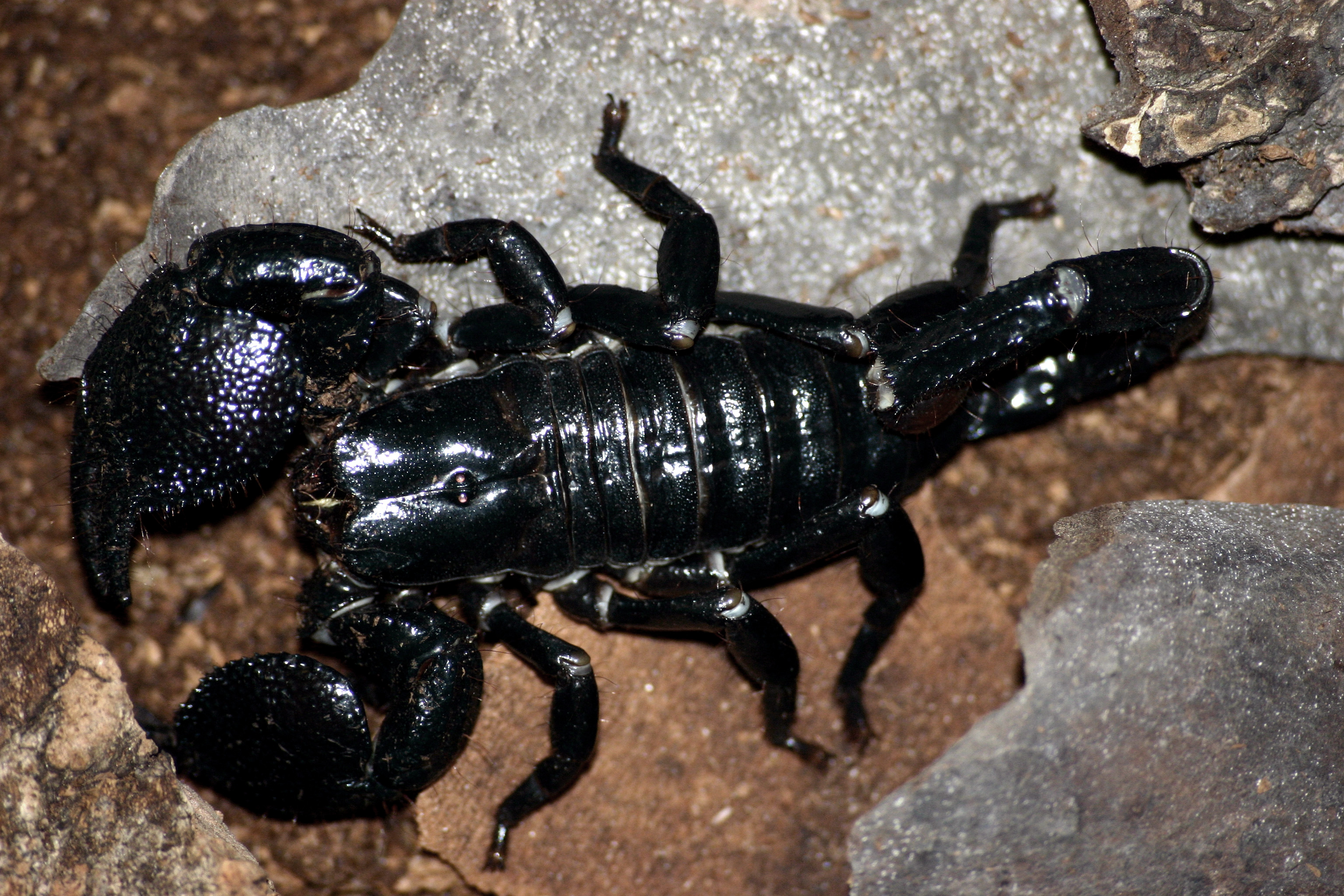
Pandinus imperator

## Комахи
Найважчою комахою вважається коник Deinacrida heteracantha. Самки даного виду, досягаючи довжини 8,5 см, можуть важити до 71 г. (більшість екземплярів ~43 г). Однак, чималу частину маси становлять майбутні яйця, що знаходяться у черевці самки. Маса самок без яєць рідко перевищує 19 г.

### Жуки (Coleoptera)
Одним з найбільших жуків у світі є дроворуб-титан (Titanus giganteus), що зустрічається в Південній Америці, який виростає у довжину до 167 мм, а за деякими документально непідтвердженими джерелами навіть до 210 мм. Одним з найбільших є також південноамериканський вид з родини пластинчастовусих — жук-Геркулес, самці якого виростають до 171 мм, а за документально непідтвердженими джерелами до 18 см. До найкрупніших жуків також відноситься великозуб оленерогий (Macrodontia cervicornis), p максимальною зареєстрованою довжиною 169 мм (екземпляр з колекції J. Sticher, Німеччина), середня довжина 13—15,5 см. За ним слідує вид Dynastes neptunus, з максимальною зареєстрованою довжиною самця 15,8 см, середня довжина 11—13,5 см.
Вусач Xixuthrus heros з Фіджі також входить до п'ятірки найкрупніших жуків, досягаючи довжини 15 см. За ним слідують представники південноамериканського роду Megasoma — Megasoma elephas, Megasoma actaeon, Megasoma mars, з довжиною тіла до 135—137 мм (середня довжина 110—118 мм), а також азіатського роду Chalcosoma — виростають до 120 мм.
Найтяжчі жуки в світі — окремі особини самців ряду видів голіафів, досягаючі довжини до 95—100 мм, (Goliathus regius до 116 мм) за життя можуть важити, згідно одних даних, до 47 г, а за другими — до 80—100 г.

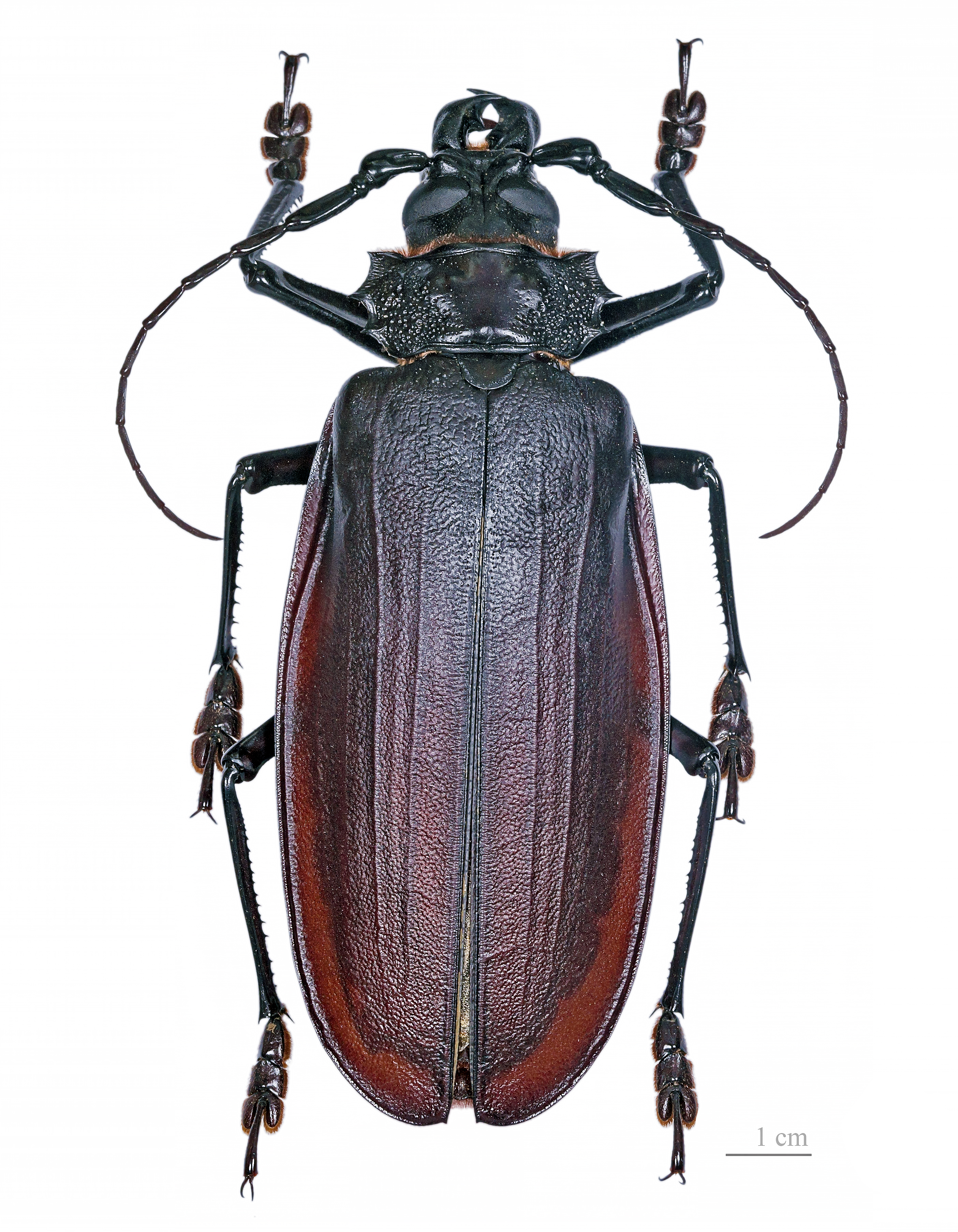
Дроворуб-титан (Titanus giganteus)
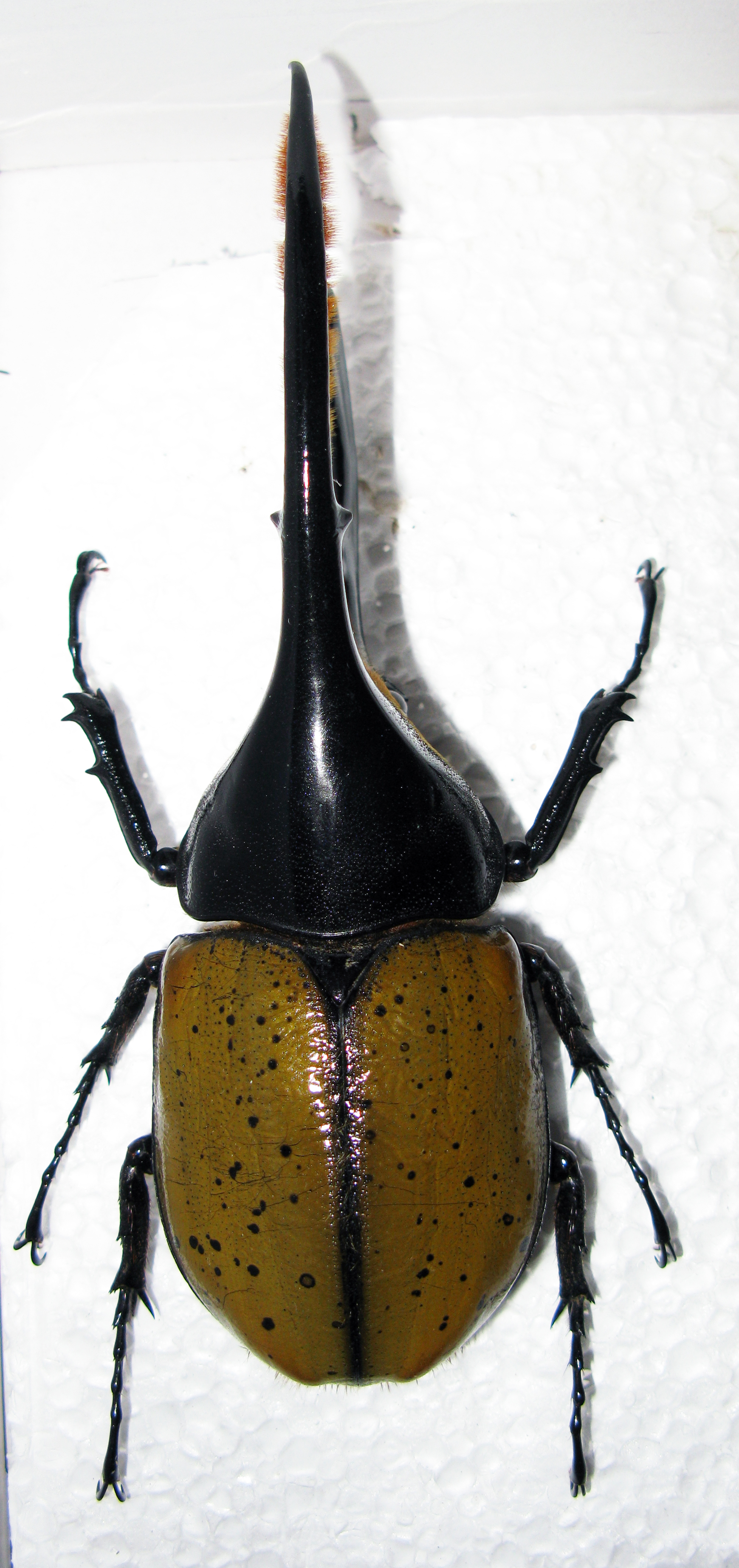
Самець жук-Геркулес (Dynastes hercules)
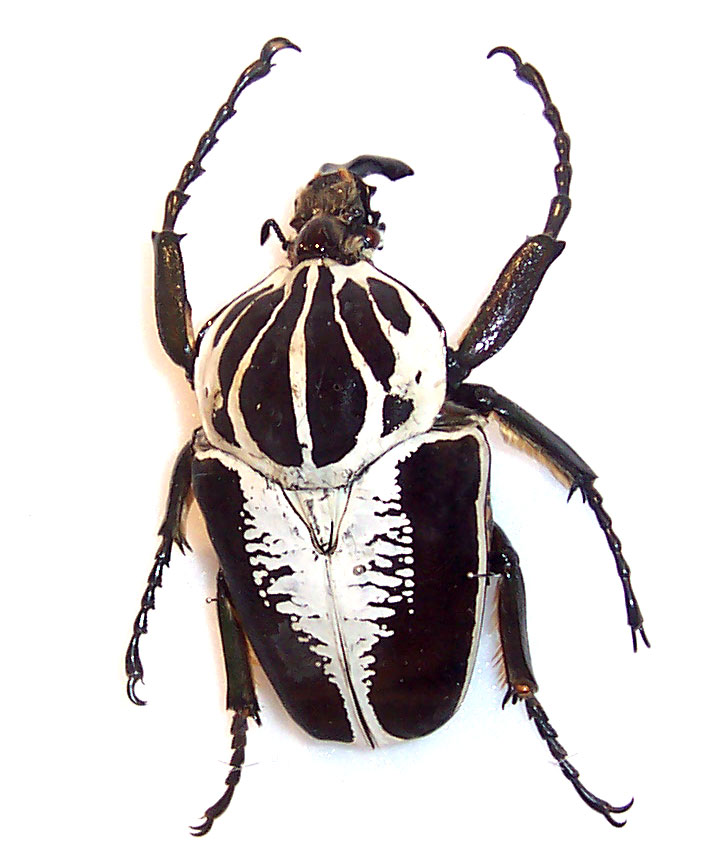
Жук-голіаф виду Goliathus regius
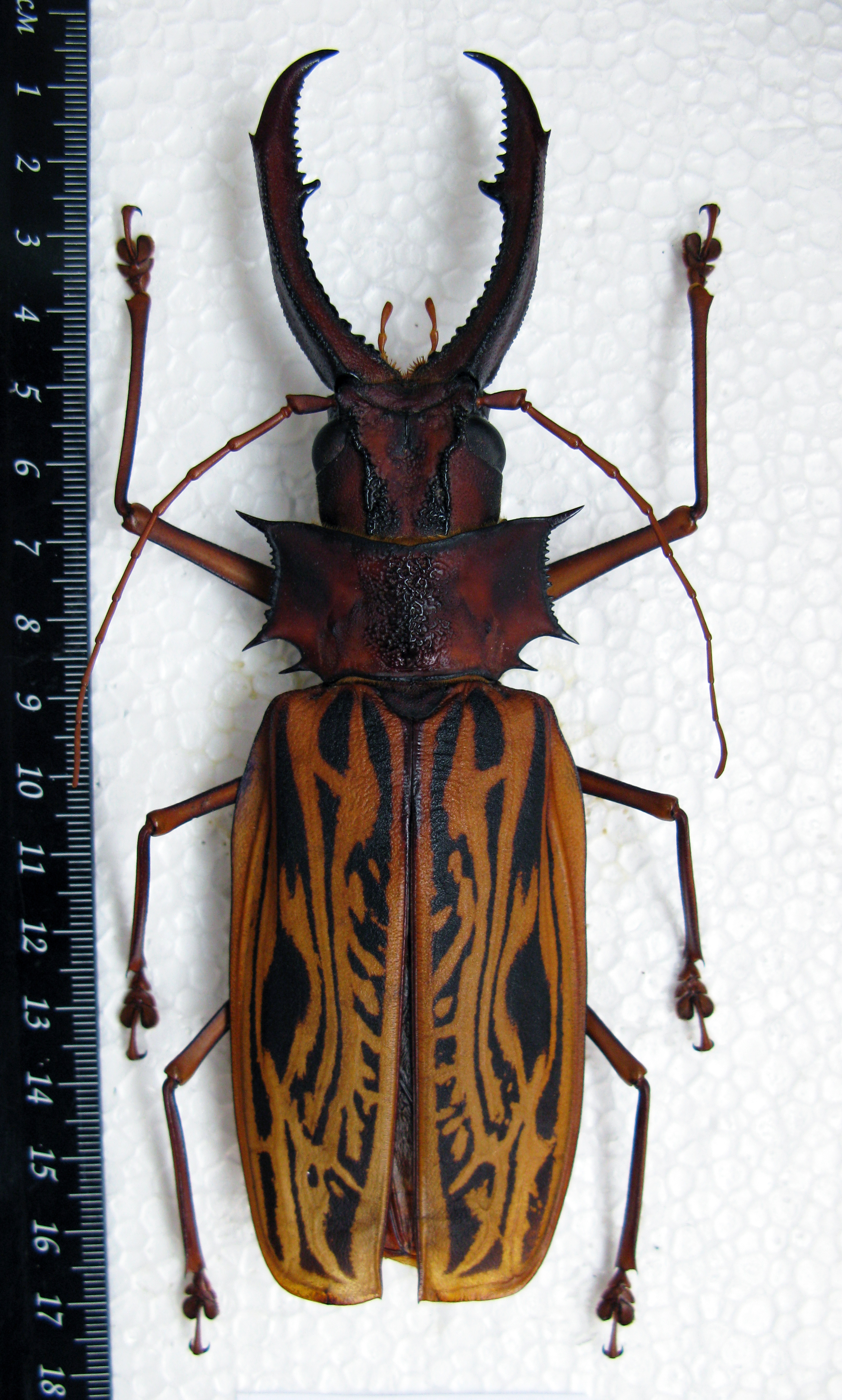
Самець Macrodontia cervicornis
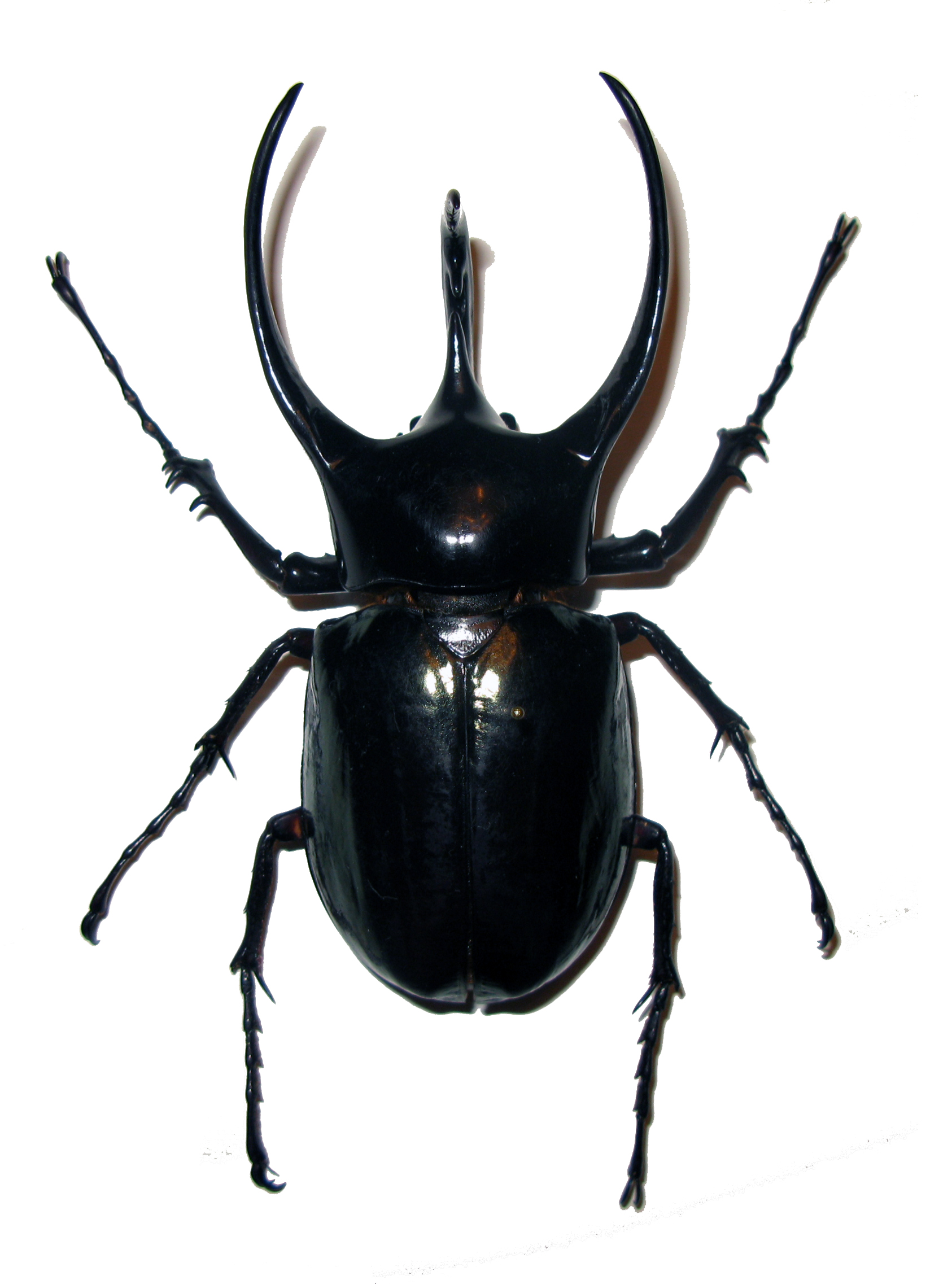
Самець Chalcosoma caucasus, острів Ява
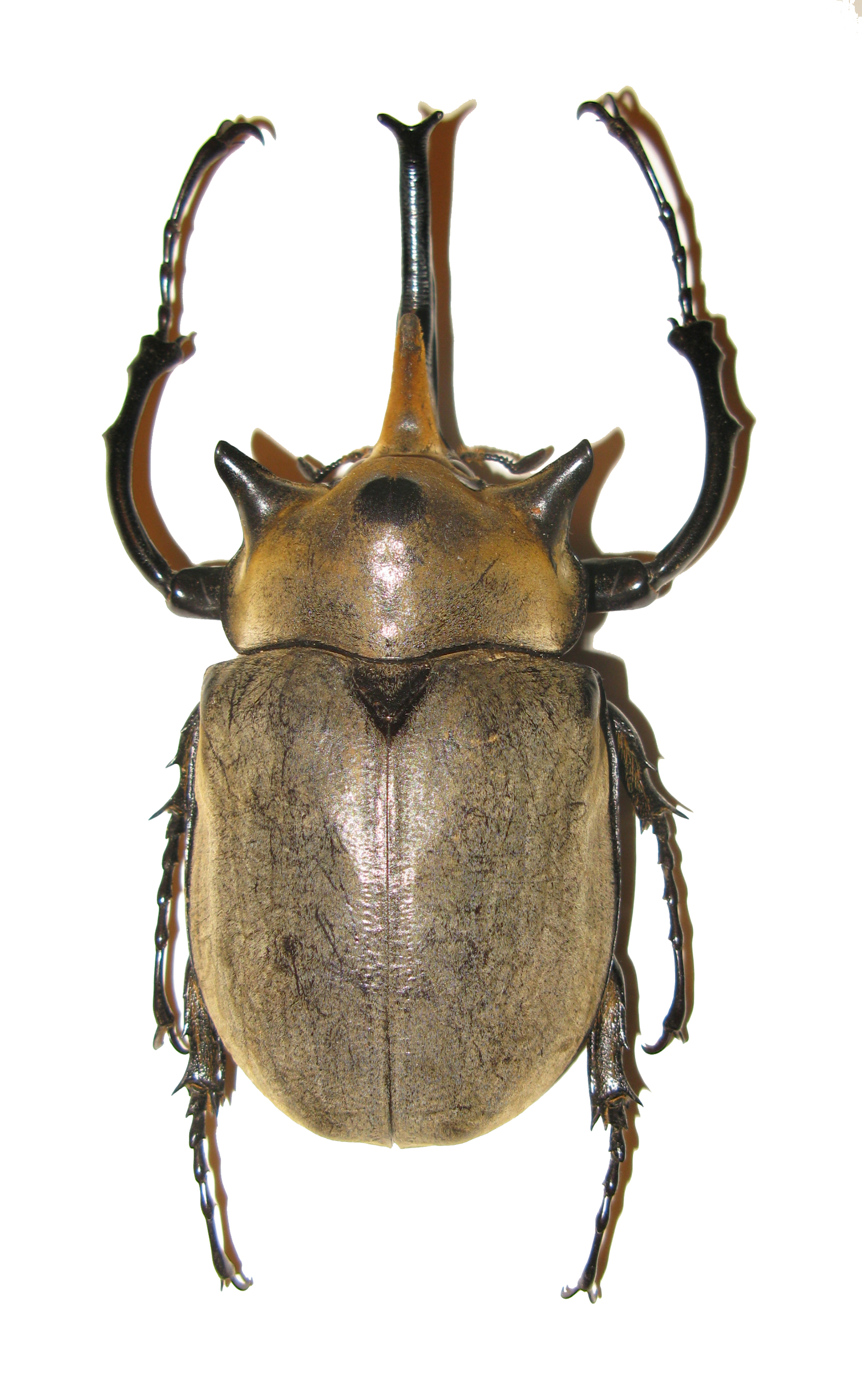
Самець Megasoma elephas, Мексика
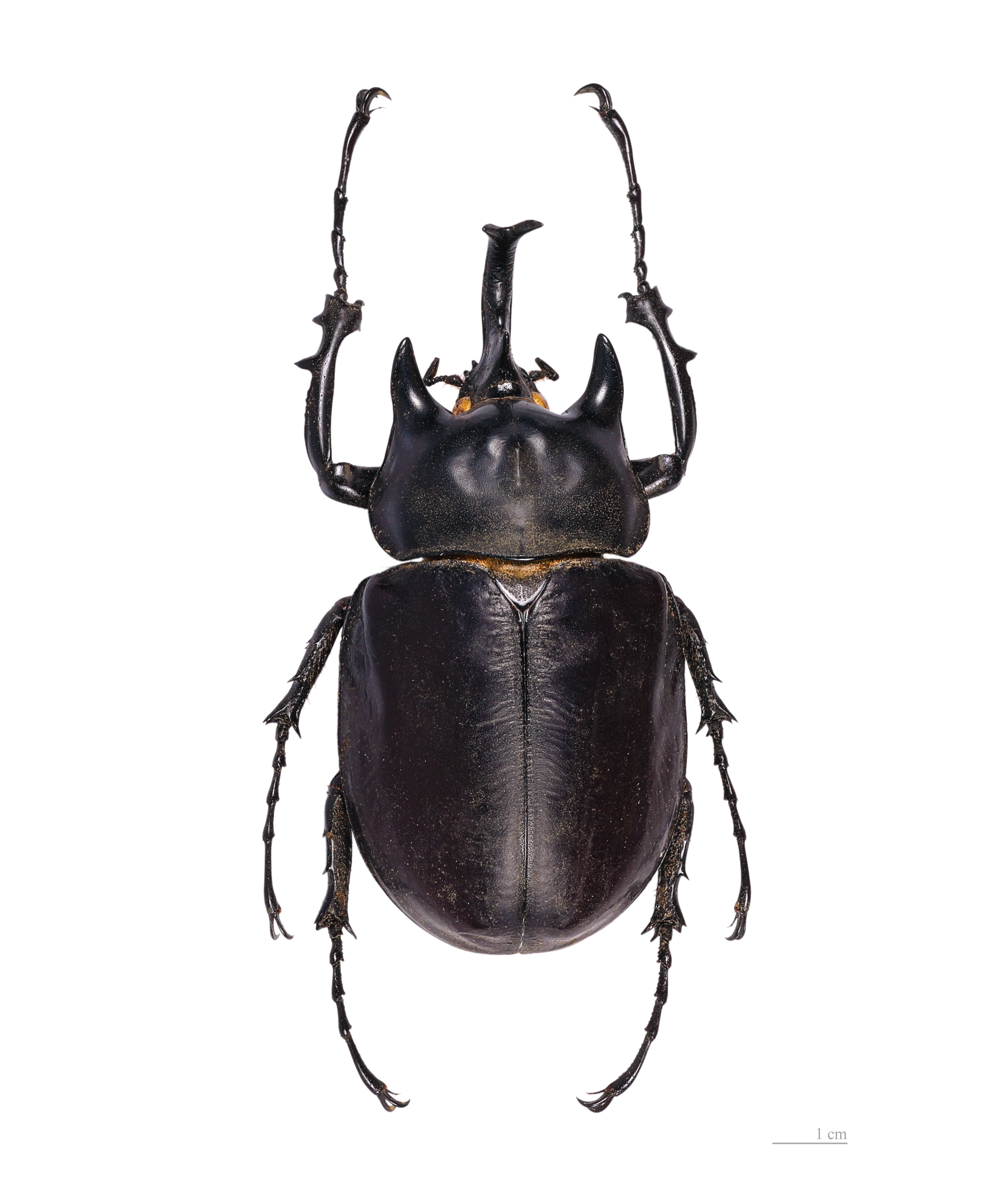
Самець Megasoma acteon, Південна Америка
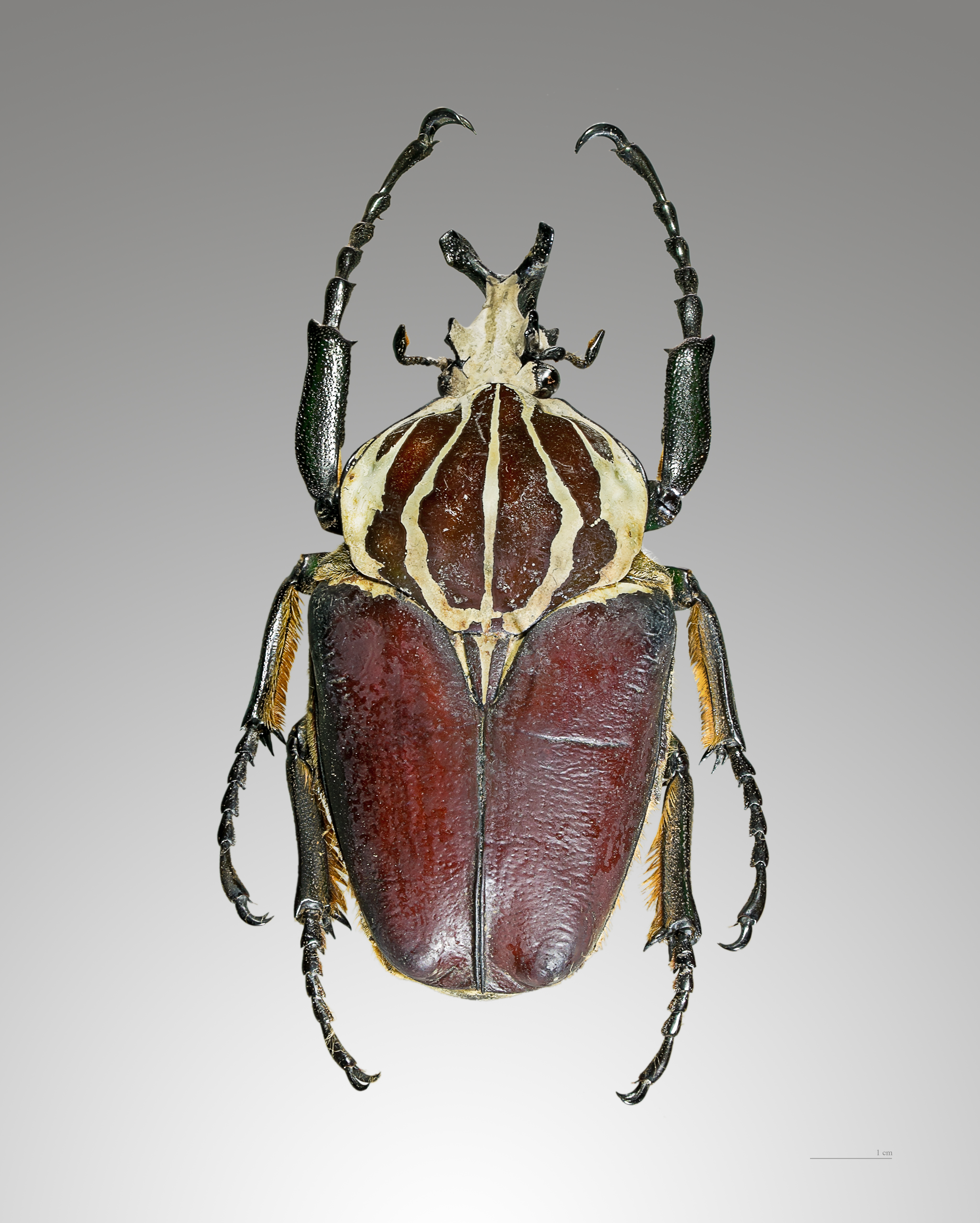
Самець Голіафа Goliathus goliatus, Камерун
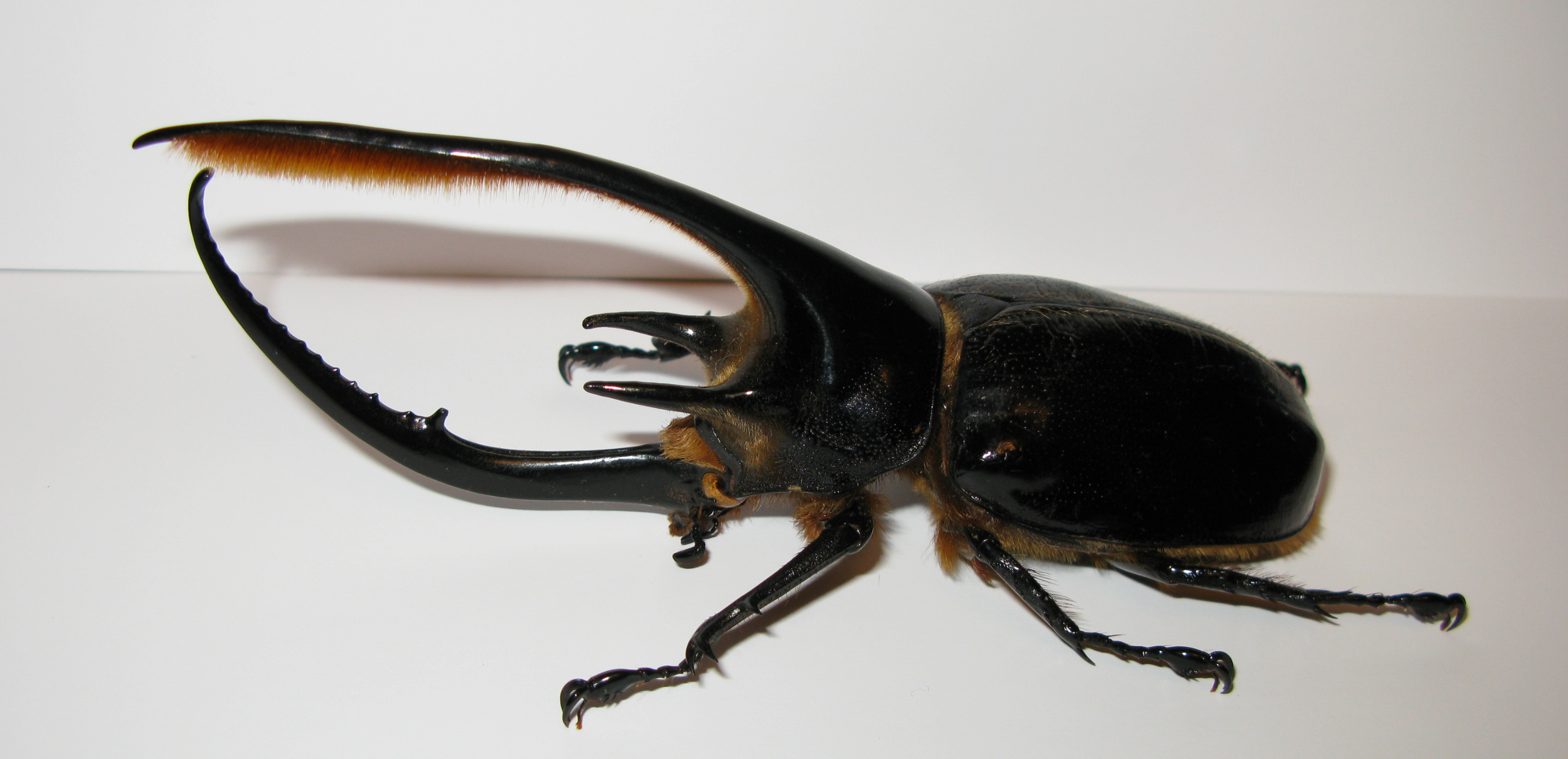
Самець Dynastes neptunus

### Метелики (лускокрилі, Lepidoptera)
Найбільшим за розмахом крил метеликом в світі є південноамериканська тропічна совка — Thysania agrippina. Достовірно відомо про існування двох екземплярів совки агриппіни, які можуть вважатися найбільшими з коли-небудь спійманих. Перший було спіймано в Коста-Риці і при довжині переднього крила 148 мм, має розмах крил в 286 мм. Другий, здобутий у Бразилії, має розмах крил 298 мм при довжині переднього крила — 134 мм. Однак варто зробити зауваження, що ці екземпляри не були розпрямлені відповідно до стандартів, що пред'являються до ентомологічних колекцій. Нижній край передніх крил не утворює з тілом кут у 90°, за рахунок чого відбувається «штучне» збільшення розмаху крил. При проведенні «реконструкції» правильного монтування цих особин, розмах їх крил в обох випадках не перевищує 280 мм.
Найбільшим за розмахом крил денним метеликом є птахокрилка королеви Олександри (Ornithoptera alexandrae). У Лондонському музеї природної історії зберігається екземпляр самиці з розмахом крил 273 мм, що робить цей вид видатним представником групи булавовусих (денних) лускокрилих.
Також до найбільших денних метеликів відноситься вітрильник антимах (Papilio antimachus) з Центральної Африки. За рахунок сильно витягнутої вершини передніх крил, їх розмах у окремих особин самців може досягати до 25 см.
Павичеочка цезар (Attacus caesar), поширена на Мінданао — одному з Філіппінських островів: максимальний розмах крил самиць цього виду може досягати 255 мм.
Самки павичеочки Геркулес (Coscinocera hercules), що мешкають в Австралії і Новій Гвінеї, мають найбільшу площу крил — до 263,2 см². Максимальна довжина переднього крила в різних джерелах приводиться від 130 до 150 мм, і навіть 160 мм. Максимальний розмах крил самок при цьому, видимо, може досягати до 27 см.
Павичеочка атлас (Attacus atlas) — найбільші екземпляри самиць цього виду можуть досягати розмаху крил до 240 мм. Є екземпляр самиці, що нині зберігається в музеї Вікторії (Австралія), який був здобутий в 1922 році на острові Ява. Завдяки неправильній розправі, розмах його крил штучно збільшився до 262 мм, який при «реконструкції» не перевищує 240 мм..

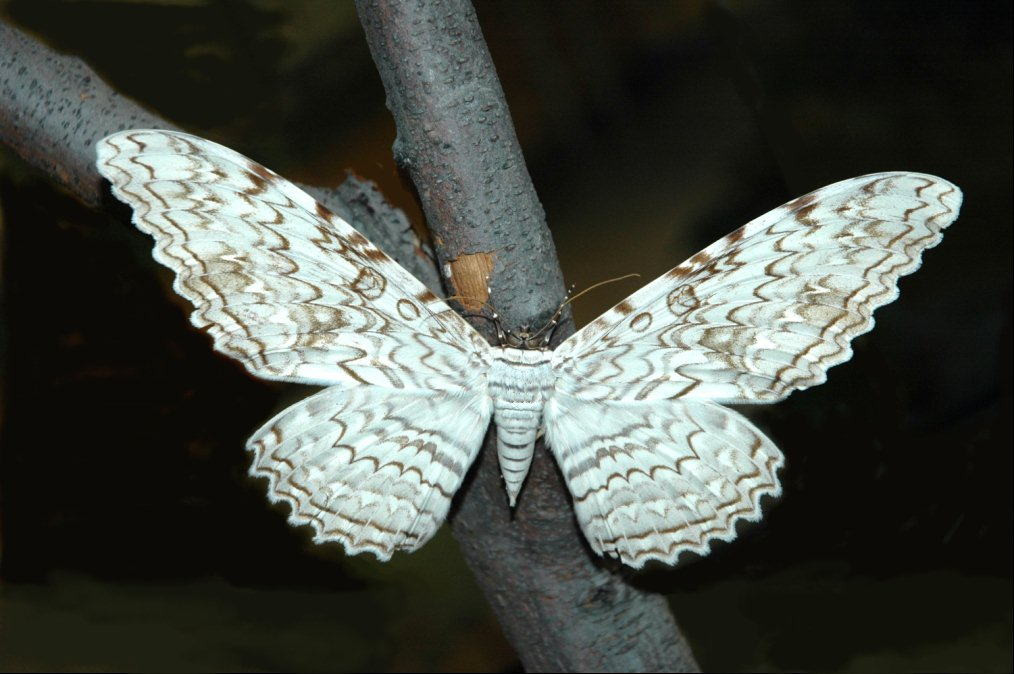
Совка агриппіна (Thysania agrippina)
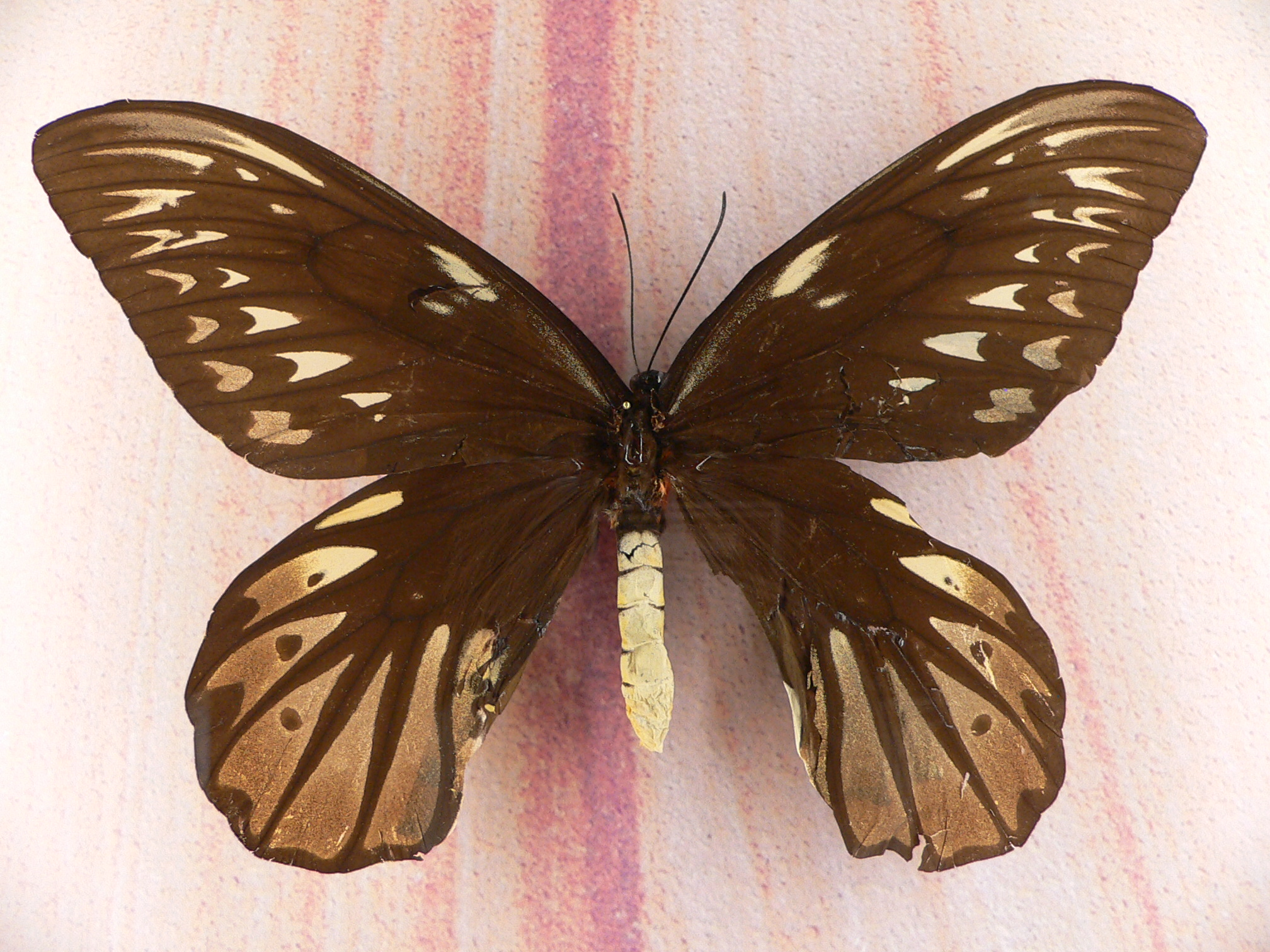
Самка птахокрилки королеви Олександри (Ornithoptera alexandrae)
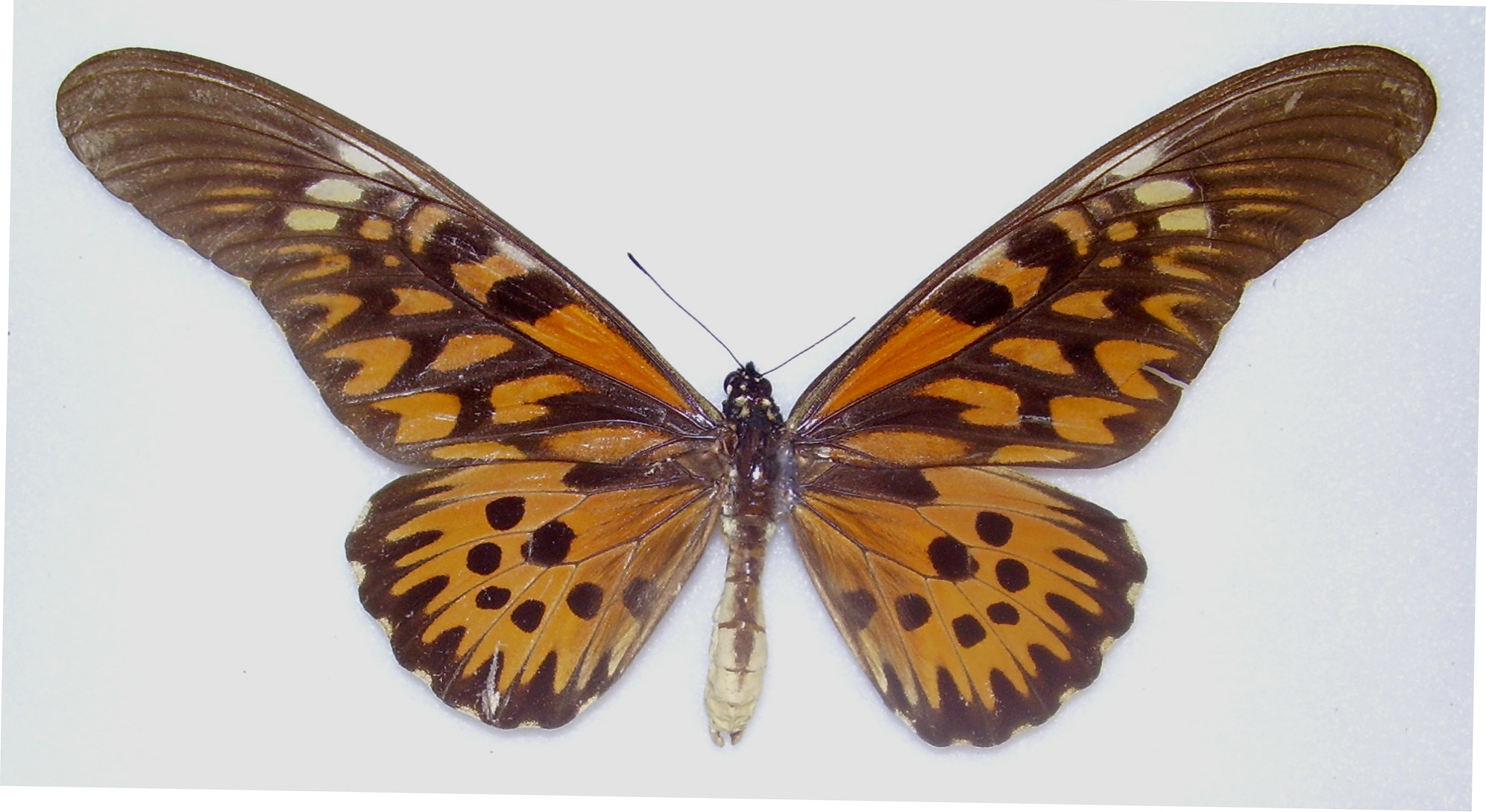
Парусник антимах (Papilio antimachus)
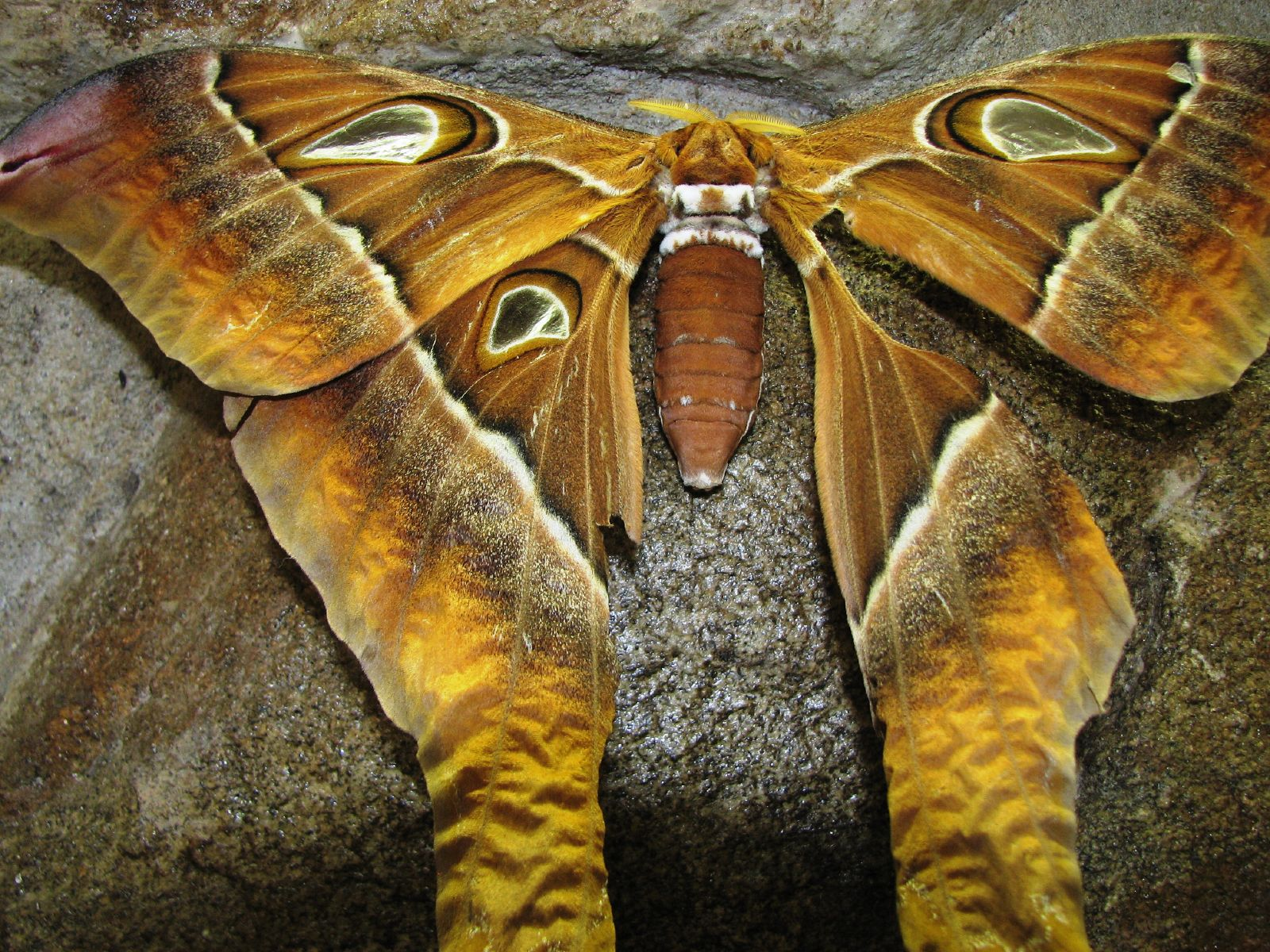
Самка павичеочки Геркулес (Coscinocera hercules)
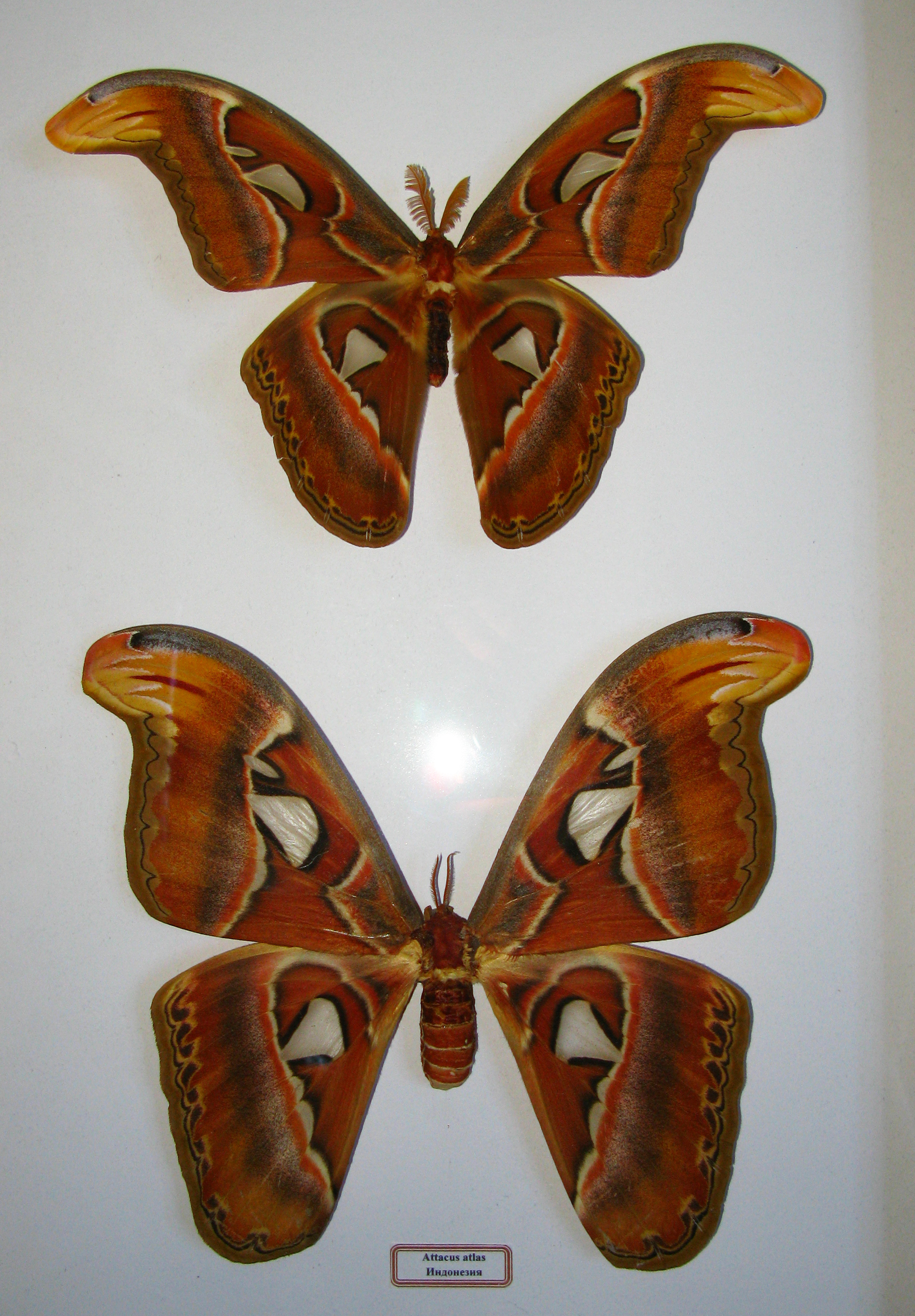
Самець і самка павичеочки атлас (Attacus atlas)

### Прямокрилі (Orthoptera)
Коники Arachnacris і Tropidacris сягають 12—15 см в довжину і 23—27,5 см у розмаху крил. Найбільші дибки Saga і Pseudophyllus лише на кілька сантиметрів менші.
Найважчою з цього широко ряду комах є Deinacrida heteracantha родини Anostostomatidae з Нової Зеландії. Один екземпляр важив 71 г і мав довжину майже 10 см, що робить її однією з найважчих комах з коли-небудь відомих.

#### Титаноптери
Споріднені з сучасними прямокрилими, тріасові комахи викопного підряду титаноптерів перевершували їх за розмірами. Розмах крил Gigatitan vulgaris сягав 40 сантиметрів. Clatrotitan andersoni також досягав величезних розмірів, маючи переднє крило довжиною 13,8 сантиметра.

### Шкірястокрилі (вуховертки, Dermaptera)
Найбільша вуховертка в світі Лабідура велетенська (Labidura herculeana). Довжина її тіла досягає 8 см і вона перебуває на межі вимирання (можливо, вже вимерла), за що її також називають «Додо світу вуховерток» («Dodo of the Dermaptera»). Ендемік Острова Святої Олени.

### Бабки

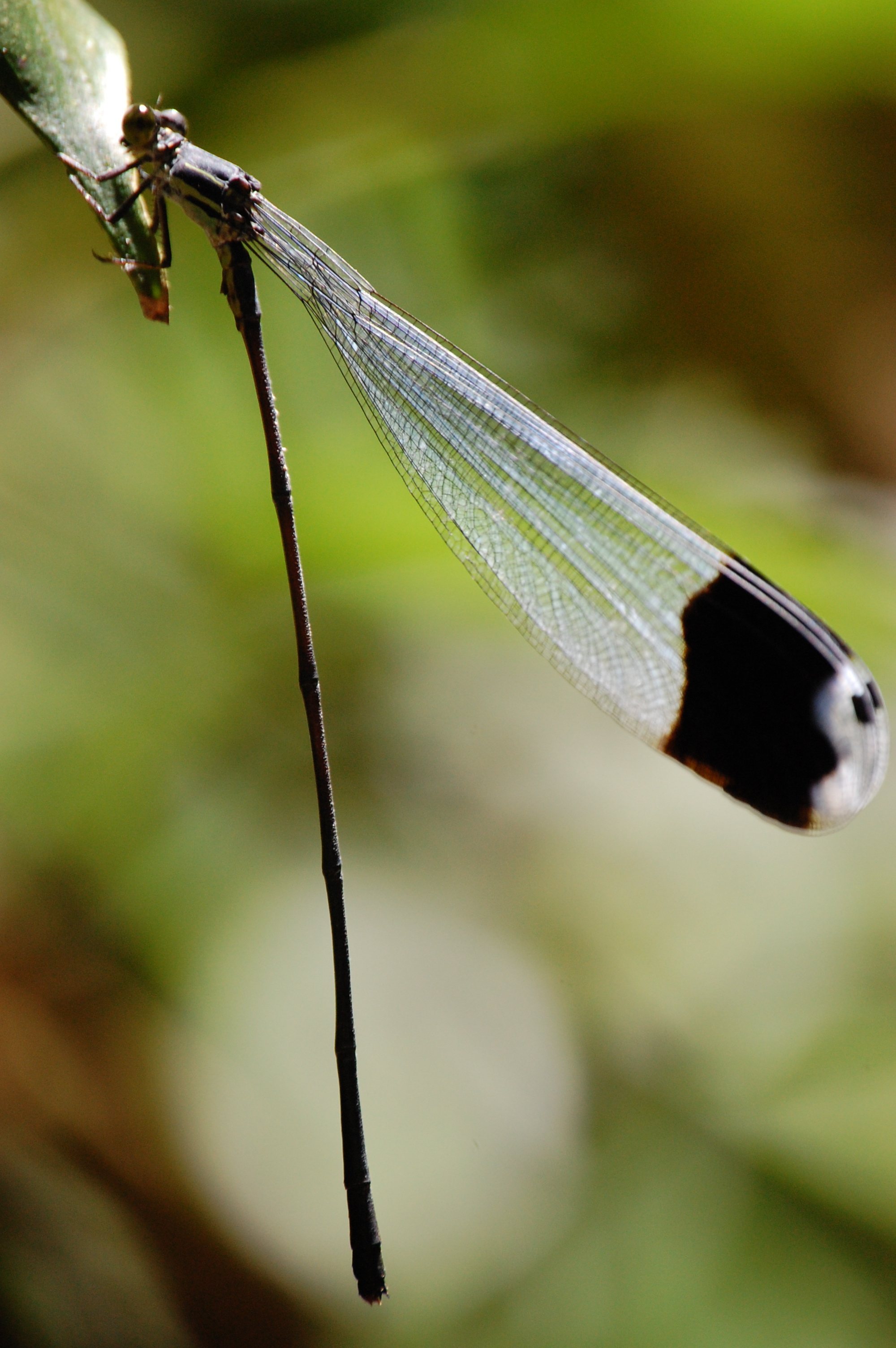
Megaloprepus caerulatus

Найбільшою бабкою є Megaloprepus caerulatus, що мешкає в Центральній і Південній Америці, з довжиною тіла до 120 мм і з розмахом крил до 191 мм.

### Перетинчастокрилі
Найбільша бджола в світі це Megachile pluto (Megachilidae) з Індонезії. Довжина тіла самок до 39 мм, а розмах крил до 63 мм.
Самці мурашок з африканського роду Dorylus можуть досягати довжини до 3 см, а матки (королеви) в осілу фазу в момент дозрівання яєць мають дуже збільшене черевце і загальну довжину до 5 см. Однак, найбільшими в історії є викопні мурашки роду Formicium. Їхні самки досягали 7 см в довжину, а крила мали розмах до 15 см.

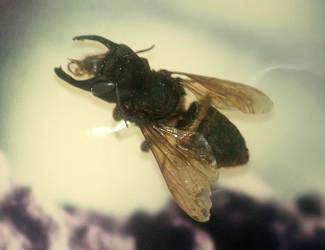
Megachile pluto
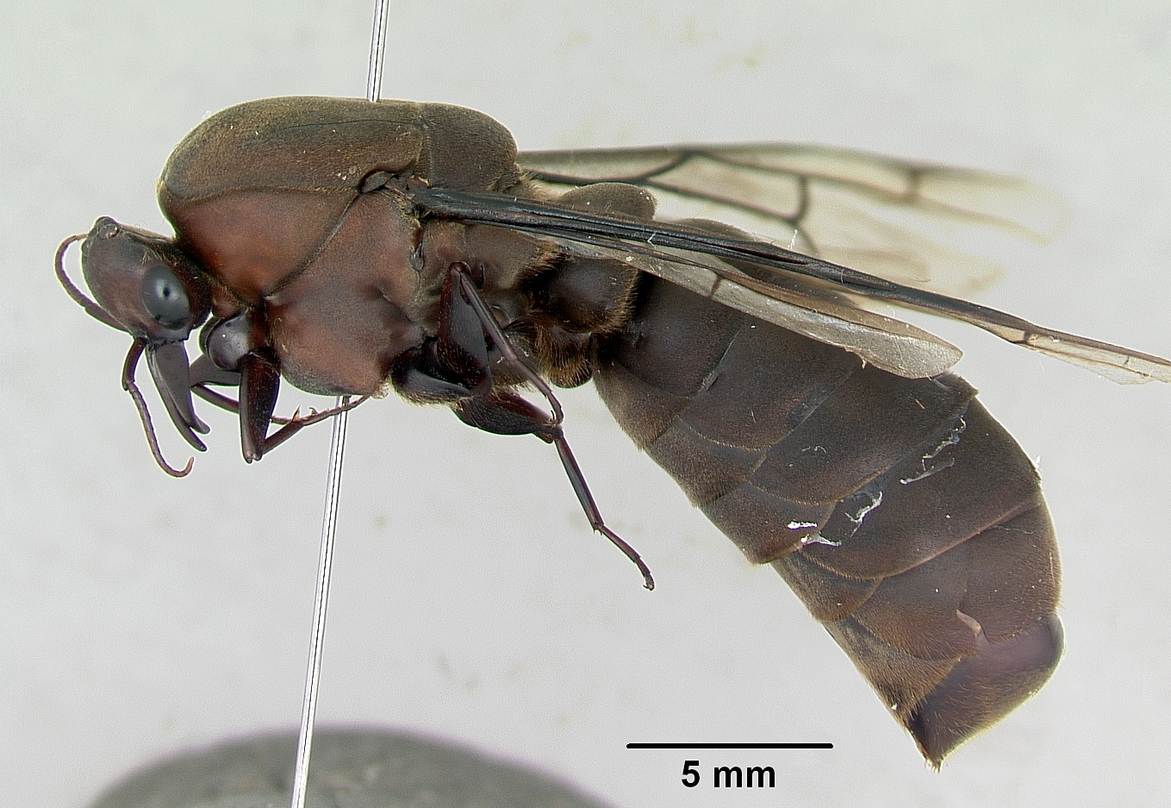
Dorylus nigricans

### Двокрилі
Найбільшим представником ряду Двокрилі є неотропічний вид мух Gauromydas heros (Asiloidea, Mydidae), чиє тіло досягає у довжину 60 мм, а розмах крил становить 100 мм. Зустрічається цей вид у Болівії і Бразилії. Більш крупних розмірів може досягати вид комарів-довгоніжок Holorusia brobdignagius (Tipulidae) (довжина з ногами до 23 см), але він набагато тонший і менше важить ніж Gauromydas.

### Тарганові
Одним з найбільших представників родини Тарганові є вид Macropanesthia rhinoceros, що мешкає в Австралії, переважно у Квінсленді. Особини даного виду можуть досягати довжини до 80 мм і важити до 35 г.
Вид Blaberus giganteus також є одним з найкрупніших тарганів у світі. Самки даного виду часом досягають довжини до 90 мм. Вид, ймовірно, є крупнішим, ніж Macropanesthia rhinoceros, але поступається йому за масою тіла.

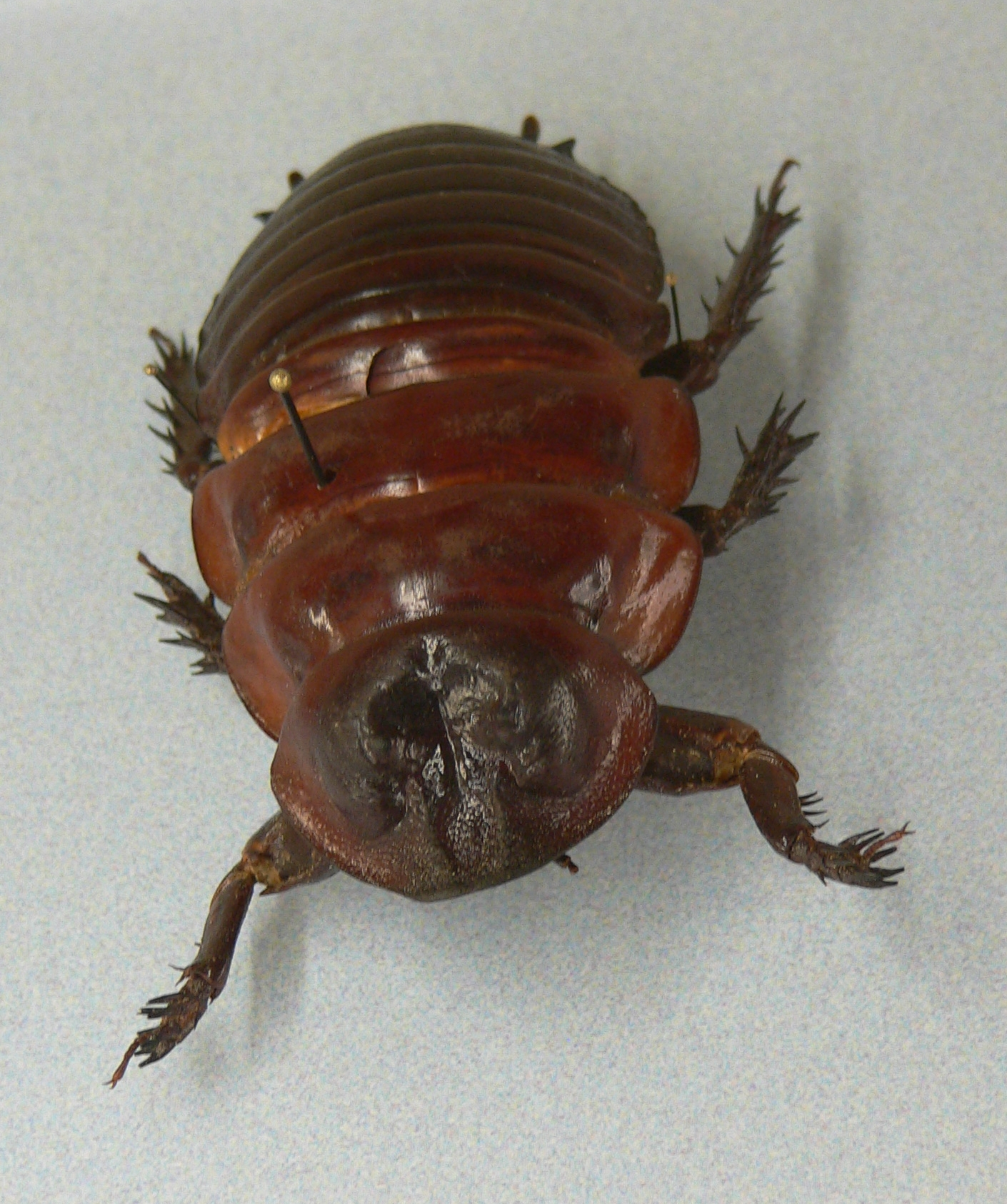
Macropanesthia rhinoceros
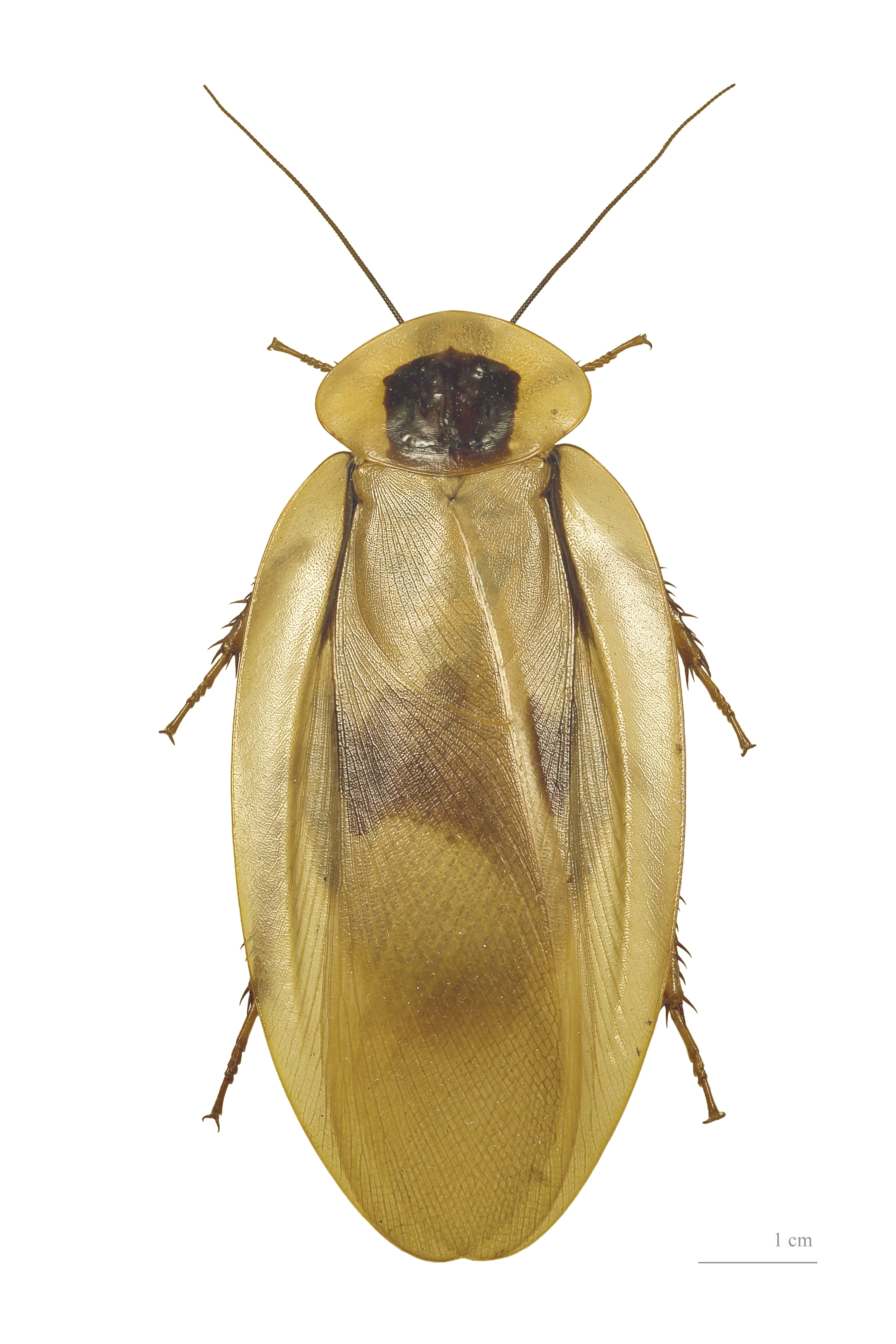
Blaberus giganteus

### Паличники
Найбільшим паличником (Phasmatodea), і сучасною комахою в цілому, є вид Phobaeticus chani (Борнео), що досягає в довжину, разом з витягнутими кінцівками, 56,7 см. Довжина власне тіла становить 35,7 см. До найкрупніших видів належить також паличник Phryganistria heusii yentuensis з тілом довжиною до 32 см (до 54 см з витягнутими кінцівками).

## Багатоніжки
Найбільшою багатоніжкою є Archispirostreptus gigas, що досягає у довжину 38,5 см при товщині 2,1 см.
Також на островах Ямайка і Тринідад, на півночі і заході Південної Америки водиться Scolopendra gigantea, що виростає до 26—30 см.

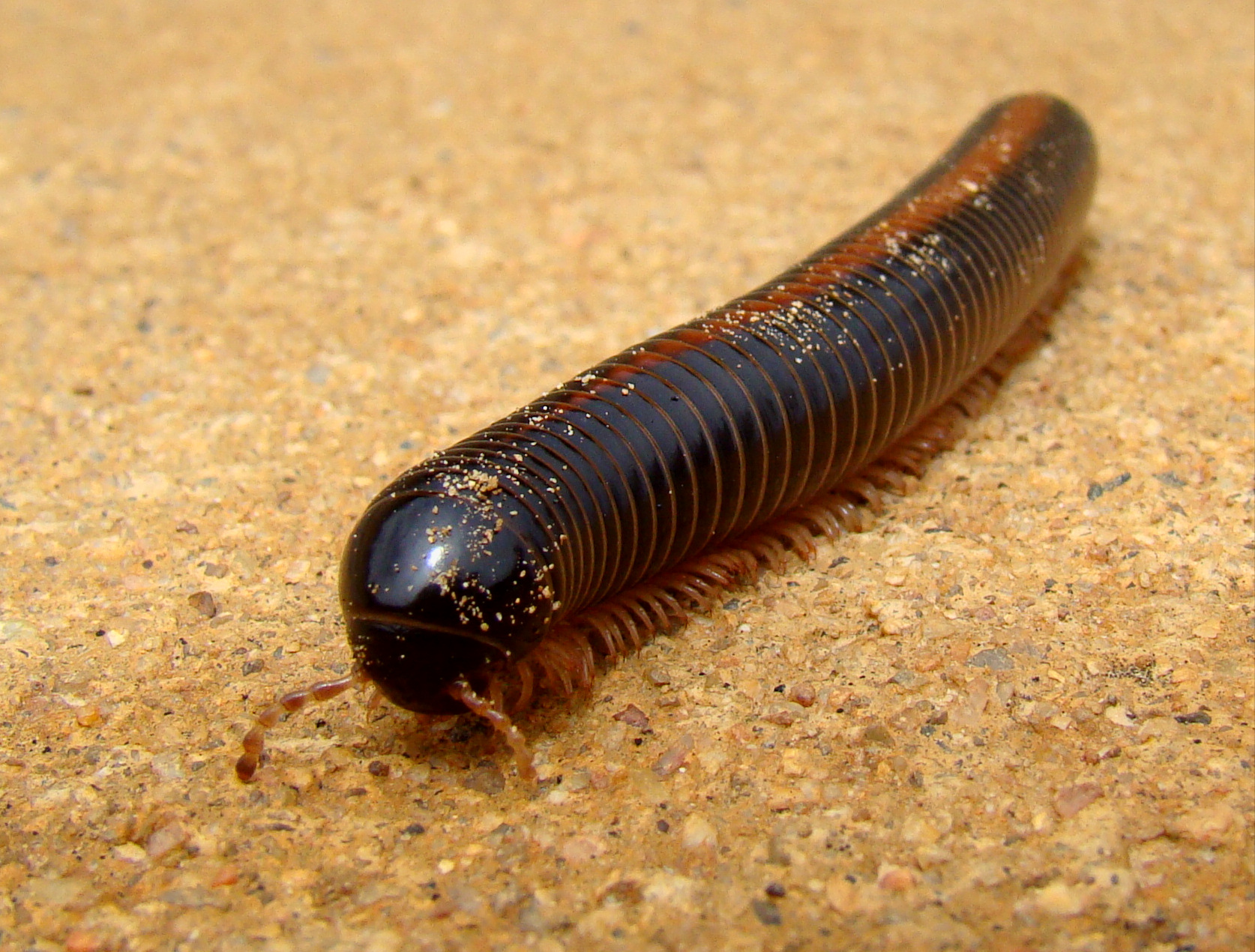
Archispirostreptus gigas
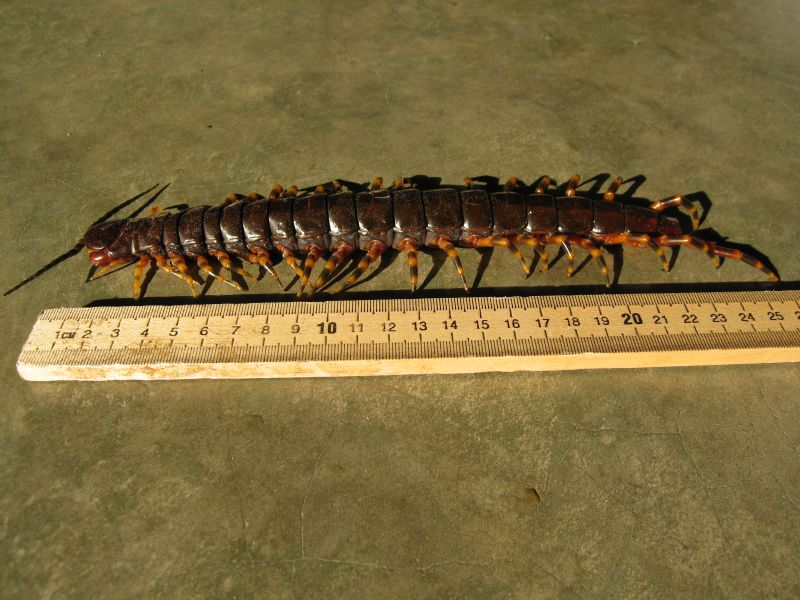
Scolopendra gigantea

## Вимерлі велетенські членистоногі
- Артроплевра — споріднений сучасним багатоніжкам рід, представники якого досягали довжини 2,6 м.
- Jaekelopterus rhenaniae — ракоскорпіони довжиню 2,3—2,5 м[47].
- Птеригот — силурійський ракоспорпіон довжиною понад 2 м.
- Представники ряду протобабок — найкрупніші з будь-коли існувавших літаючих комах: меганевра (75 см в розмаху крил) і меганевропсис (розмах крил 71 см).
- Афтороблаттини — кам'яновугільні таргани з довжиною тіла 40 см і більше.
- Тріасові представники ряду титаноптерів — Gigatitan — мали розмах крил до 40 см[31].
- Бронтоскорпіо і пульмоноскорпіон (Pulmonoscorpius kirktonensis[en]) — найбільший з відомих скорпіонів. Обидва досягали в довжину майже 1 м.
- Представники роду Titanomyrma — найкрупніші з будь-коли існувавших мурашок. Розмах крил самок міг досягати 15 см.

## Виноски
1. ↑  Рупперт Э. Э., Фокс Р. С., Барнс Р. Д. Зоология беспозвоночных: функциональные и эволюционные аспекты. Т. 3: Членистоногие. — М.: Изд. центр «Академия», 2008. — 496 с.
2. 1 2  Heaviest marine crustacean (англ.). Guinness World Records. Архів оригіналу за 28 травня 2006. Процитовано 6 серпня 2015‎.
3. ↑  Giant lobster landed by boy, 16. BBC News. 26 червня 2006. Процитовано 6 серпня 2015‎.
4. ↑  de Naskrecki Piotr. The Smaller Majority // Belknap Press of Harvard Univ. Press, 2005. — Р. 38. — ISBN 0-674-01915-6.
5. ↑  Astacopsis gouldi — Tasmanian Giant Freshwater Lobster (англ.). Процитовано 6 серпня 2015‎.
6. ↑  Tasmanian Giant Freshwater Lobster (Astacopsis gouldi) (англ.). Процитовано 6 серпня 2015‎.
7. ↑  Theraphosa blondi (рос.). Архів оригіналу за 21 жовтня 2011. Процитовано 6 серпня 2015.
8. ↑  New Zealand ecology. Gigantism in insects (англ.). TerraNature Trust. Архів оригіналу за 21 квітня 2012. Процитовано 6 серпня 2015‎.
9. ↑  Did You Know that Hauturu is… (англ.). Little Barrier Island (Hauturu) Trus. Архів оригіналу за 21 квітня 2012. Процитовано 6 серпня 2015‎.
10. 1 2 3 4  Williams, David M (21 квітня 2001). Chapter 30 — Largest Insect. Book of Insect Records. University of Florida. Архів оригіналу за 20 серпня 2014.
11. ↑  Heque Vanessa. Longicornes de Guyane. — Cayenne, 1996.}}
12. ↑  Mares J., Lapacek V. Nejkrasnejsi brouci tropu. — Praha, 1980. — 108 p.
13. ↑  HirokA FF — 171mm Dynastes hercules hercules
14. 1 2 3 4  Yukio Yaznda & Shuji Okejima «Kafer der Welt». — 1990. — 126 p. — 700 col illus
15. ↑  Архівована копія, архів оригіналу за 5 грудня 2011, процитовано 6 серпня 2015 {{citation}}: Вказано більш, ніж один |назва= та |title= (довідка)Обслуговування CS1: Сторінки з текстом «archived copy» як значення параметру title (посилання)
16. ↑  The Breeding of Dynastes hercules hercules (англ.). Архів оригіналу за 20 травня 2012. Процитовано 6 серпня 2015.
17. ↑  Insect-Sale.com — Dynastidae. Процитовано 6 серпня 2015‎.
18. ↑  Yanega, Douglas (2004). David Olson, Sharon Shute, Ziro Komiya. The Xixuthrus species of Fiji (Coleoptera: Cerambycidae: Prioninae (PDF). Zootaxa. Magnolia Press. 777: 1—10. ISSN 1175-5326.
19. ↑  Evenhuis, Neal L. (2007). Note: Clarification of the Authorship of Xixuthrus heros (Coleoptera: cerambycidae) (PDF). Bishop Museum Occasional Papers. 91: 39—42.
20. ↑  Ronald M. Young — A Field Guide of the Dynastidae Family of the South of South America, Absaroka Natural History Trust, 1526 Beck Avenue, Cody,
21. ↑  http://www.beetlesofafrica.com/
22. ↑  Coleop-Terra Giant Beetles Goliathus goliatus. Архів оригіналу за 29 квітня 2011. Процитовано 6 серпня 2015.
23. ↑  Пластинчатоусые (Scarabaeidae). Процитовано 6 серпня 2015‎.
24. 1 2 3  Каабак Л. В., Сочивко А. В. Бабочки мира. — М.: Аванта+, 2003. — ISBN 5-94623-008-5.
25. 1 2 3 4  
Hugo Kons, Jr. (17 травня 1998). Chapter 32 — Largest Lepidopteran Wing Span. Book of Insect Records (англ.). University of Florida. Архів оригіналу за 18 серпня 2011. Процитовано 6 серпня 2015.
26. ↑  Ornithoptera alexandrae (Queen Alexandra's birdwing) (англ.). Natural History Museum. Архів оригіналу за 1 жовтня 2013. Процитовано 6 серпня 2015‎.
27. ↑   Вейбрен Ландман. Бабочки. Иллюстрированная энциклопедия. — М.: Лабиринт Пресс, 2002. — 272 с.
28. ↑  Carwardine, M. (2007). Animal Records. Natural History Museum, London. с. 229—230. ISBN 978-1-4027-5623-8.
29. 1 2  Flindt, R. (2006). Amazing Numbers in Biology. Springer. с. 10. ISBN 978-3-540-30146-2.
30. 1 2  Wood, Gerald (1983). The Guinness Book of Animal Facts and Feats. ISBN 978-0-85112-235-9.
31. 1 2  Park, Tae-Yoon S.; Kim, Do-Yoon; Nam, Gi-Soo; Lee, Mirinae (2022). A new titanopteran Magnatitan jongheoni n. gen. n. sp. from southwestern Korean Peninsula. Journal of Paleontology (англ.). 96 (5): 1111—1118. doi:10.1017/jpa.2022.30. ISSN 0022-3360.
32. ↑  McKeown, Keith C. (15 травня 1937). New fossil insect wings (Protohemiptera, family Mesotitanidae). Records of the Australian Museum (англ.). 20 (1): 31—37. doi:10.3853/j.0067-1975.20.1937.565. ISSN 0067-1975.
33. ↑  Fabian Haas. The Giant Earwig of St. Helena — The Dodo of the Dermaptera.
34. ↑  Groeneveld Linn F.; Viola Clausnitzerb and Heike Hadrysa (2007), Convergent Evolution of Gigantism in Damselflies of Africa and South America? Evidence from Nuclear and Mitochondrial Sequence Data, Molecular Phylogenetics and Evolution, 42 (2): 339—46, doi:10.1016/j.ympev.2006.05.040, PMID 16945555
35. ↑  Messer A. C. Chalicodoma pluto: the world's largest bee rediscovered living communally in termite nests (Hymenoptera: Megachilidae) // J. Kans. Entomol. Soc. — 1984. — Vol. 57. — P. 165—168.
36. ↑  Orphan army ants adopted (The queens of African Dorylus army ants measure 5 centimeters). Harvard Gazette. Процитовано 6 серпня 2015‎.
37. ↑  Длусский Г. М. Расницын А. П. Палеонтологическая история муравьёв. XII Всерос. Симп. «Муравьи и защита леса». 7-14 августа 2005 г. (г. Новосибирск). — Новосибирск, 2005. — С.49-53.
38. ↑  Gauromydas heros — Mydidae.tdvia.de[недоступне посилання]
39. ↑  The rhinoceros cockroach…as a pet?. Архів оригіналу за 25 червня 2012. Процитовано 6 серпня 2015‎.
40. ↑  Pet facts: giant burrowing cockroaches. Архів оригіналу за 27 липня 2012. Процитовано 6 серпня 2015.
41. ↑  Giant Cave Roach (Blaberus giganteus). Архів оригіналу за 8 листопада 2011. Процитовано 6 серпня 2015‎.
42. ↑  World's longest insect revealed. Лондонський музей природознавства. 18 жовтня 2011. Архів оригіналу за 19 березня 2012. Процитовано 6 серпня 2015‎.(англ.)
43. ↑  Bragg P. E., Hennemann & Conle. Revision of Oriental Phasmatodea: The tribe Pharnaciini Günther, 1953, including the description of the world's longest insect, and a survey of the family Phasmatidae Gray, 1835 with keys to the subfamilies and tribes (Phasmatodea: «Anareolatae»: Phasmatidae) // Zootaxa. — 2008. — Vol. 1906. — P. 1-316. Abstract. (англ.)(Перевірено 19 жовтня 2011)
44. ↑  Bresseel, Joachim; Constant, Jérôme (27 листопада 2014). Giant Sticks from Vietnam and China, with three new taxa including the second longest insect known to date (Phasmatodea, Phasmatidae, Clitumninae, Pharnaciini). European Journal of Taxonomy (104). doi:10.5852/ejt.2014.104. ISSN 2118-9773.
45. ↑  Mark Carwardine (2008). Centipedes and millipedes. Animal Records. Sterling Publishing Company. с. 216–217. ISBN 9781402756238.
46. ↑  R. M. Shelley & S. B. Kiser (2000). Neotype designation and a diagnostic account for the centipede, Scolopendra gigantea L. 1758, with an account of S. galapagoensis Bollman 1889 (Chilopoda Scolopendromorpha Scolopendridae). Tropical Zoology. 13 (1): 159—170. ISSN: 0394-6975.
47. ↑  Cressey, Daniel (21 листопада 2007). Giant sea scorpion discovered. Nature (англ.). doi:10.1038/news.2007.272. ISSN 0028-0836.